# Bathurst (Nouveau-Brunswick)
Cet article concerne la ville canadienne. Pour la localité voisine du même nom, voir Paroisse de Bathurst. Pour les autres significations, voir Bathurst.
Bathurst est une cité située dans la commission de services régionaux Chaleur, au nord du Nouveau-Brunswick. La cité de 12 157 habitants (2021) est bâtie à l'embouchure de la rivière Népisiguit dans la Nepisiguit Baie. Elle est le chef-lieu et la principale ville du comté de Gloucester, au nord-est de la province du Nouveau-Brunswick au Canada. Étant la seule grande ville du Nord-Est, Bathurst offre une gamme de services digne des villes de plus grande importance. Hôpitaux, salles de spectacles, musées, écoles, centres commerciaux et hôtellerie sont parmi les services de la ville de Bathurst. Bien que l'économie de la région ait été durement touchée ces derniers temps par des fermetures d'entreprises, telle que la Smurfit-Stone, et la fermeture de la mine Brunswick au sud de la ville, la région tient le coup et fait preuve d'initiative pour diversifier l'économie.

## Toponyme

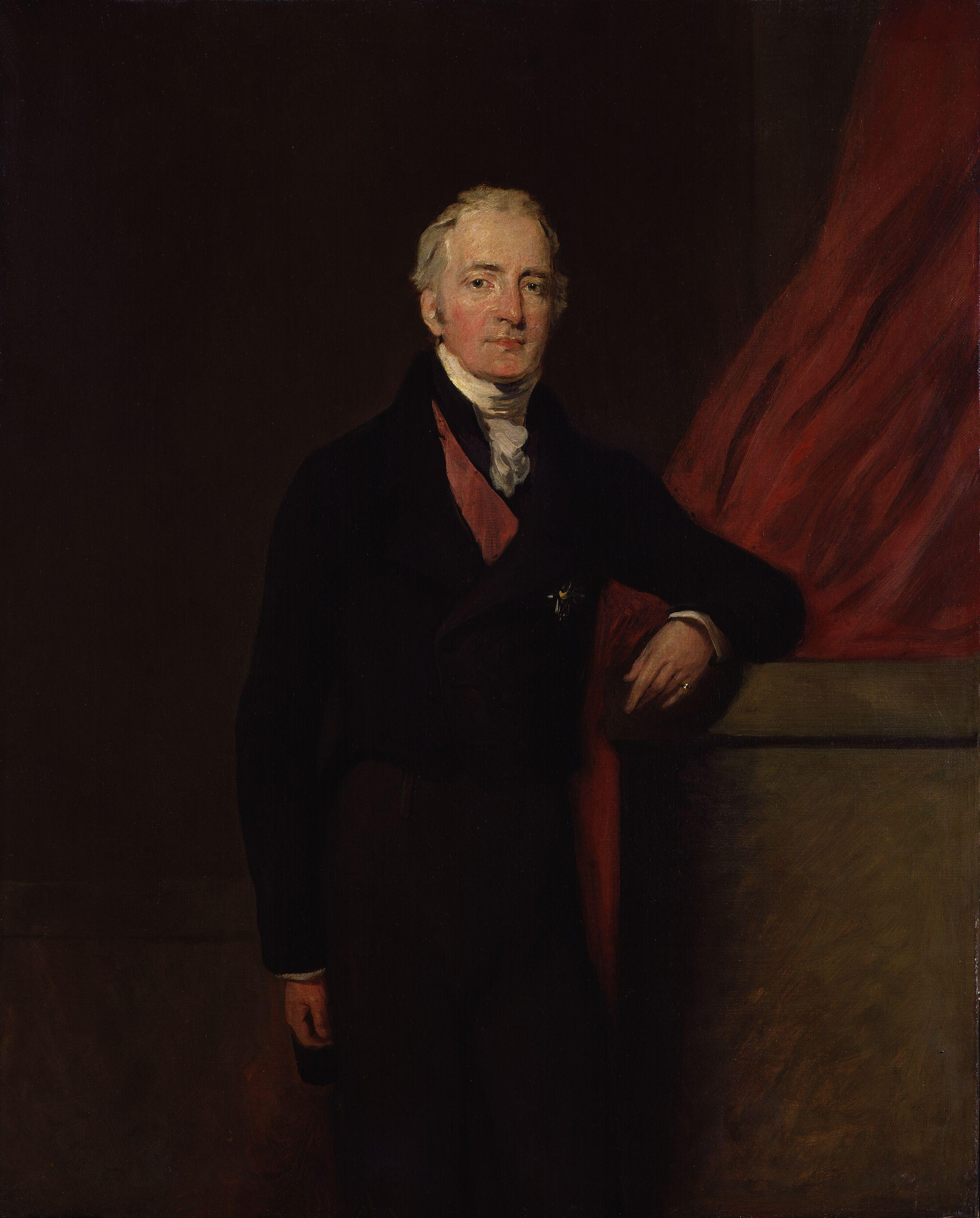
Henry Bathurst.

Les Micmacs appelaient l'endroit Winkka Piguwik, ce qui signifie « lieu de l'eau trouble ». Le toponyme fut transformé en Nipisiguit ou Népisiguit et est toujours utilisé. Selon J.A. McCarthy, le village Micmac est appelé Indian Point en anglais. Lorsque les Français s'y installent, ils renomment le lieu Saint-Pierre, ou St. Peters en anglais, du nom de sa deuxième chapelle. En 1812, le village prit le nom de Sainte-Famille-de-Nepisiguit.
En 1826, la ville fut rebaptisée Bathurst par l’honorable Howard Douglas, alors lieutenant-gouverneur, en l’honneur du comte Henri Bathurst, alors secrétaire d’État aux colonies pour le gouvernement britannique.
En 1946, Maurice E. Bathurst, délégué britannique auprès des Nations unies, se rendit à Bathurst à l'invitation du juge Albany M. Robichaud, devenant le premier descendant du comte Bathurst à visiter la ville qui porte son nom. Le collège Sacré-Cœur l'honora en lui remettant un doctorat honorifique en droit. Le même jour, lors d'un banquet donné en son honneur par la municipalité,
il fit cette remarque: « Je sais que votre merveilleuse ville s’appelait à l’origine Saint-Pierre. Je me réjouis de ce changement de nom. S’il n’avait pas eu lieu, je n’aurais pas eu le plaisir d’être parmi vous aujourd’hui, et je doute que Saint-Pierre eût pu se déplacer personnellement. ».
Selon la présidente de la Commission du patrimoine de Bathurst, le gentilé utilisé historiquement est les gens de Bathurst. En 2003, l'organisme tente toutefois de trouver un véritable gentilé, par exemple Bathurstonien, Bathurstois, Bathurstien, Bathurster ou Bathurstite mais aucun ne fait l'unanimité.

## Géographie

Carte topographique de Bathurst.

### Géographie physique

#### Situation
(septembre 2024).
Bathurst est situé au centre du comté de Gloucester et de la région Chaleur, dans le nord du Nouveau-Brunswick. La baie des Chaleurs borde la cité au nord. Bathurst se trouve à 460 kilomètres de route au nord-nord-ouest d'Halifax, à 840 km à l'est-nord-est de Montréal et à 976 km au nord-est de Boston. La cité a une superficie de 91,86 kilomètres carrés.
La ville est limitrophe de Beresford au nord, de Tétagouche-Nord au nord-ouest et de Big River au sud. La paroisse de Bathurst longe le territoire sur les autres côtés, incluant une exclave située au nord-ouest entre Tétagouche-Nord et Beresford, séparant la cité de Dunlop. La réserve Pabineau 11 et Allardville sont situées à quelques kilomètres au sud. Outre Beresford, les villes les plus proches sont Dalhousie, à 86 km au nord-ouest, Miramichi, à 77 km au sud, ainsi que Caraquet, à 68 km à l'est.
Bathurst est généralement considérée comme faisant partie de l'Acadie.

#### Hydrographie

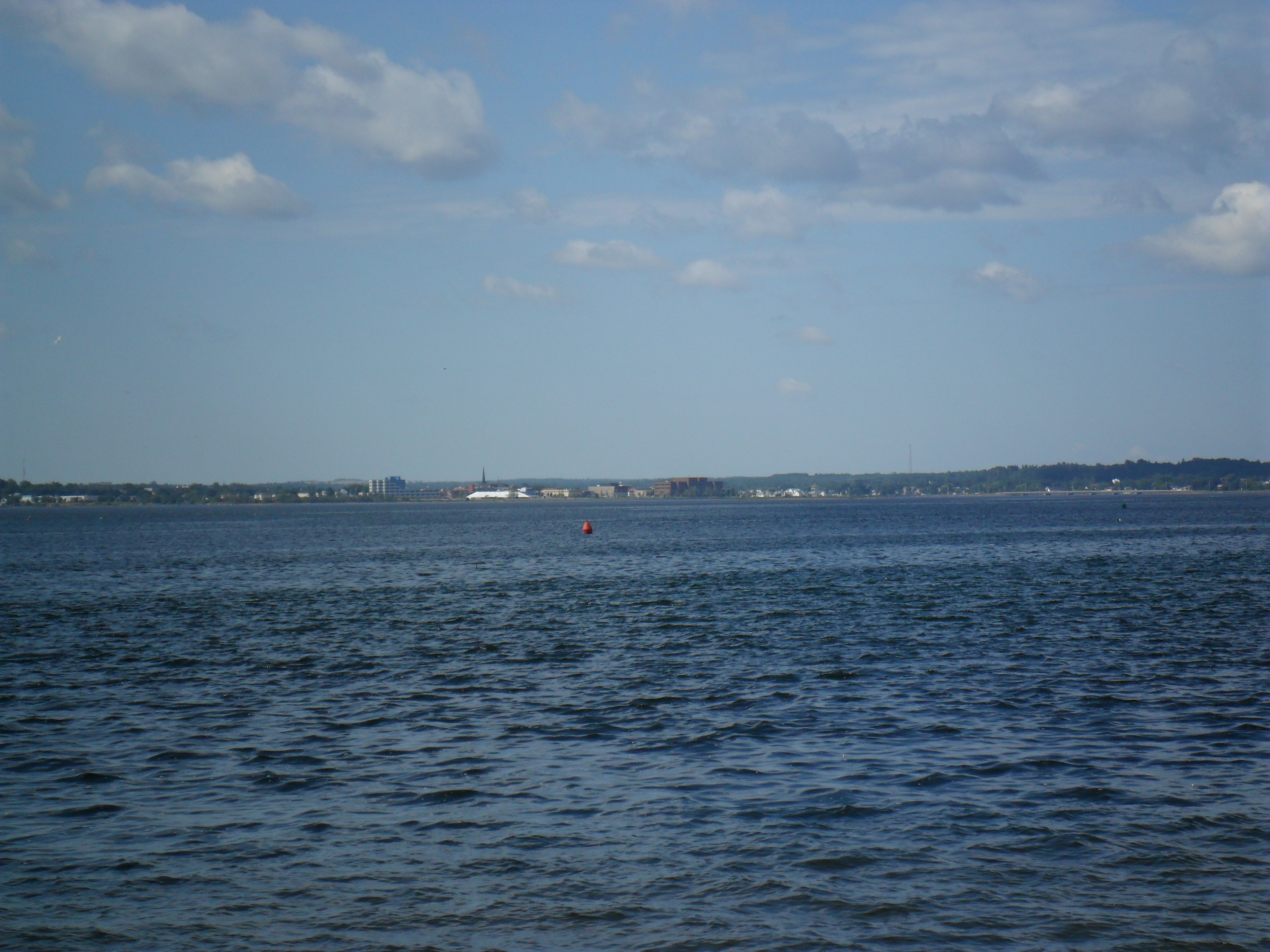
Havre de Bathurst.

Situation de Bathurst.

Bathurst est bâtie sur les berges de petites péninsules formées par quatre rivières: la rivière Népisiguit, la Moyenne rivière Népisiguit, la Petite rivière Népisiguit et la rivière Tétagouche. Les rivières confluent pour former le havre de Bathurst, qui se jette lui-même au nord-ouest dans la baie de Népisiguit, une partie de la baie des Chaleurs, par un chenal étroit mais profond.
La ville s'étend sur un territoire compris entre la rivière Peters au nord et la pointe Belloni, 6 kilomètres plus loin à l'est près de la rivière Bass. Le principal cours d'eau est le fleuve Népisiguit, ou Grande rivière Népisiguit. Celui-ci coule vers le nord avant de se déverser dans le havre. À un peu plus d'un kilomètre à l'ouest du fleuve, le bassin de Bathurst est formé par la confluence de la Petite et de la Moyenne rivière Népisiguit. La Petite rivière coule en direction est, alors que la Moyenne rivière coule en direction nord-est. Le bassin de Bathurst, long de près de 3 kilomètres, se jette dans le havre de Bathurst; il délimite, avec le fleuve, une péninsule sur laquelle est établi le centre-ville. Deux autres cours d'eau se jettent dans le bassin: le ruisseau Carters et le ruisseau Kents, qui comptent chacun quelques étangs. La rivière Tétagouche, qui coule en direction est, se déverse dans la partie nord du havre.
Le havre compte un archipel de trois îles, les îles Sipisgoatagantjitjg, et seulement d'étroits passages sont navigables.

#### Topographie
Bathurst est situé près des Appalaches et l'altitude s'élève graduellement vers l'ouest pour atteindre plus de 50 mètres. Plusieurs collines parsèment la ville. Les principales rues de la ville comptent plusieurs côtes importantes. Une des plus hautes est celle que gravit entre autres l'avenue Ste-Anne où se situe l'École Secondaire Népisiguit (ESN), le Centre régional K.C. Irving, le cinéma et un important secteur commercial. On retrouve aussi le Collège communautaire du Nouveau-Brunswick à proximité de l'avenue Ste-Anne sur cette même colline. La rivière Tétagouche coule dans un canyon, la vallée Lourdes.

### Climat
En dépit de sa position côtière, la ville connait un climat continental humide (classification climatique Köppen Dfb) avec de grandes différences saisonnières de température. Les étés sont chauds et humides. Les hivers sont souvent froids, venteux et neigeux. Le printemps et l'automne apportent des températures douces et fraiches. À l'automne, les vagues de chaleur tardives connues sous le nom d '«été indien » sont fréquentes.
En hiver, la neige reste généralement au sol de décembre à avril.
La plus haute température jamais enregistrée à Bathurst était de 38,4 °C le 18 juillet 2017. La température la plus froide jamais enregistrée était de -37,2 °C le 9 janvier 1887 et le 19 janvier 1925
| Mois                              | jan.  | fév.  | mars | avril | mai  | juin | jui. | août  | sep. | oct. | nov. | déc.  | année   |
| --------------------------------- | ----- | ----- | ---- | ----- | ---- | ---- | ---- | ----- | ---- | ---- | ---- | ----- | ------- |
| Température minimale moyenne (°C) | −16,1 | −14,7 | −8,7 | −2    | 4,2  | 10,2 | 13,8 | 12,9  | 7,8  | 2,4  | −2,9 | −12   | −0,4    |
| Température moyenne (°C)          | −11,1 | −9,5  | −3,7 | 2,4   | 9,9  | 15,8 | 19,3 | 18,2  | 12,8 | 6,8  | 0,6  | −7,7  | 4,5     |
| Température maximale moyenne (°C) | −6,1  | −4,3  | 1,3  | 6,8   | 15,4 | 21,4 | 24,7 | 23,4  | 17,8 | 11,2 | 4    | −3,3  | 9,4     |
| Précipitations (mm)               | 92,5  | 63,3  | 84,3 | 90,7  | 79,5 | 83,5 | 99   | 101,6 | 71,7 | 89,5 | 95,3 | 107,8 | 1 058,6 |
| dont pluie (mm)                   | 23,5  | 10,2  | 30   | 57,3  | 78,5 | 83,5 | 99   | 101,6 | 71,7 | 89   | 65   | 35,3  | 744,4   |
| dont neige (cm)                   | 69    | 53,1  | 54,3 | 33,4  | 1    | 0    | 0    | 0     | 0    | 0,6  | 30,3 | 72,5  | 314,2   |

### Faune et flore
La rivière Népisiguit est une rivière à saumons. Les Micmacs y pêchaient de façon traditionnelle au moyen de lances et de trappes. La pêche à la mouche y est pratiquée depuis 1845.

### Géographie humaine

#### Transport

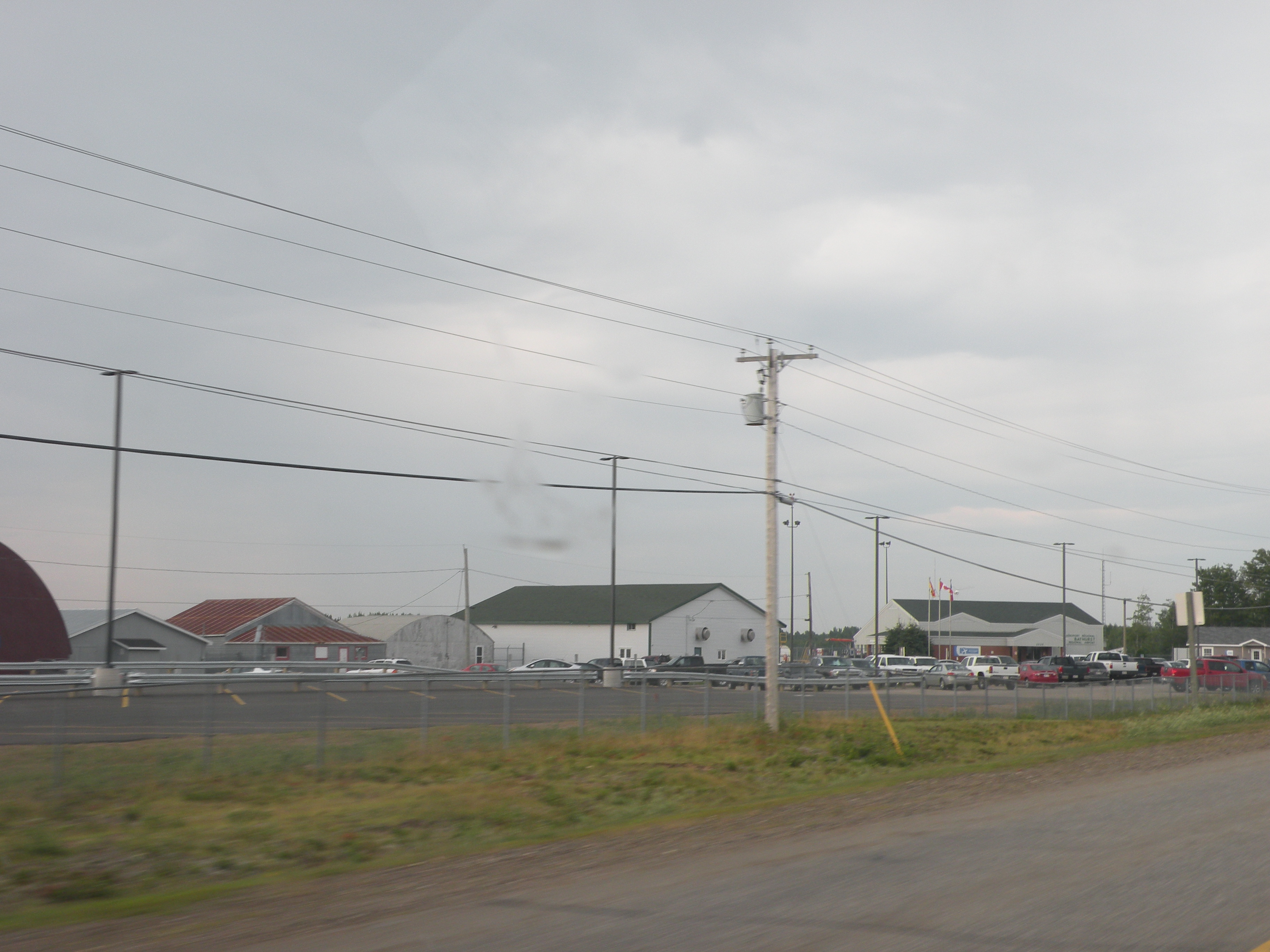
L'aéroport de Bathurst.
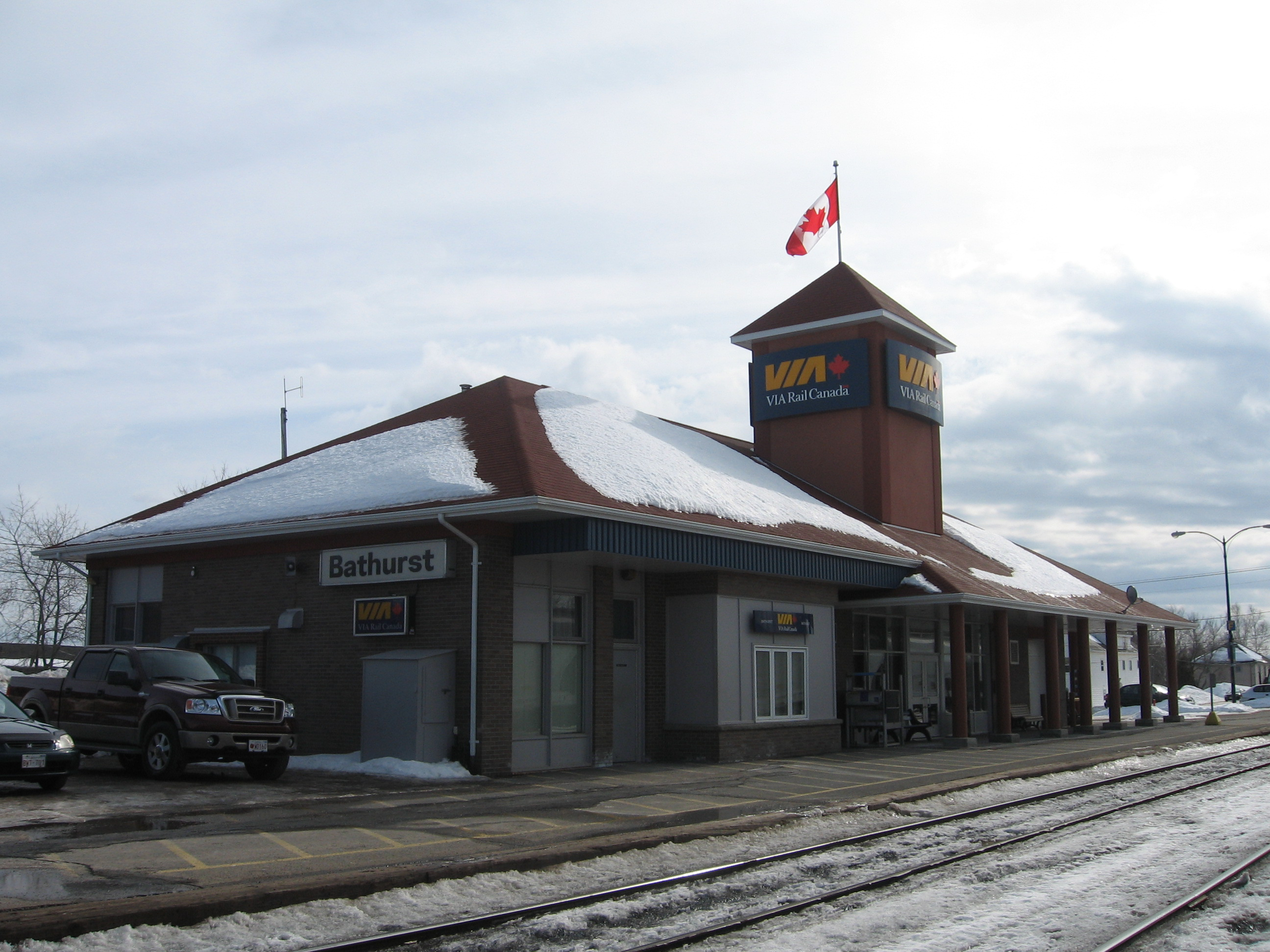
La gare de Bathurst.
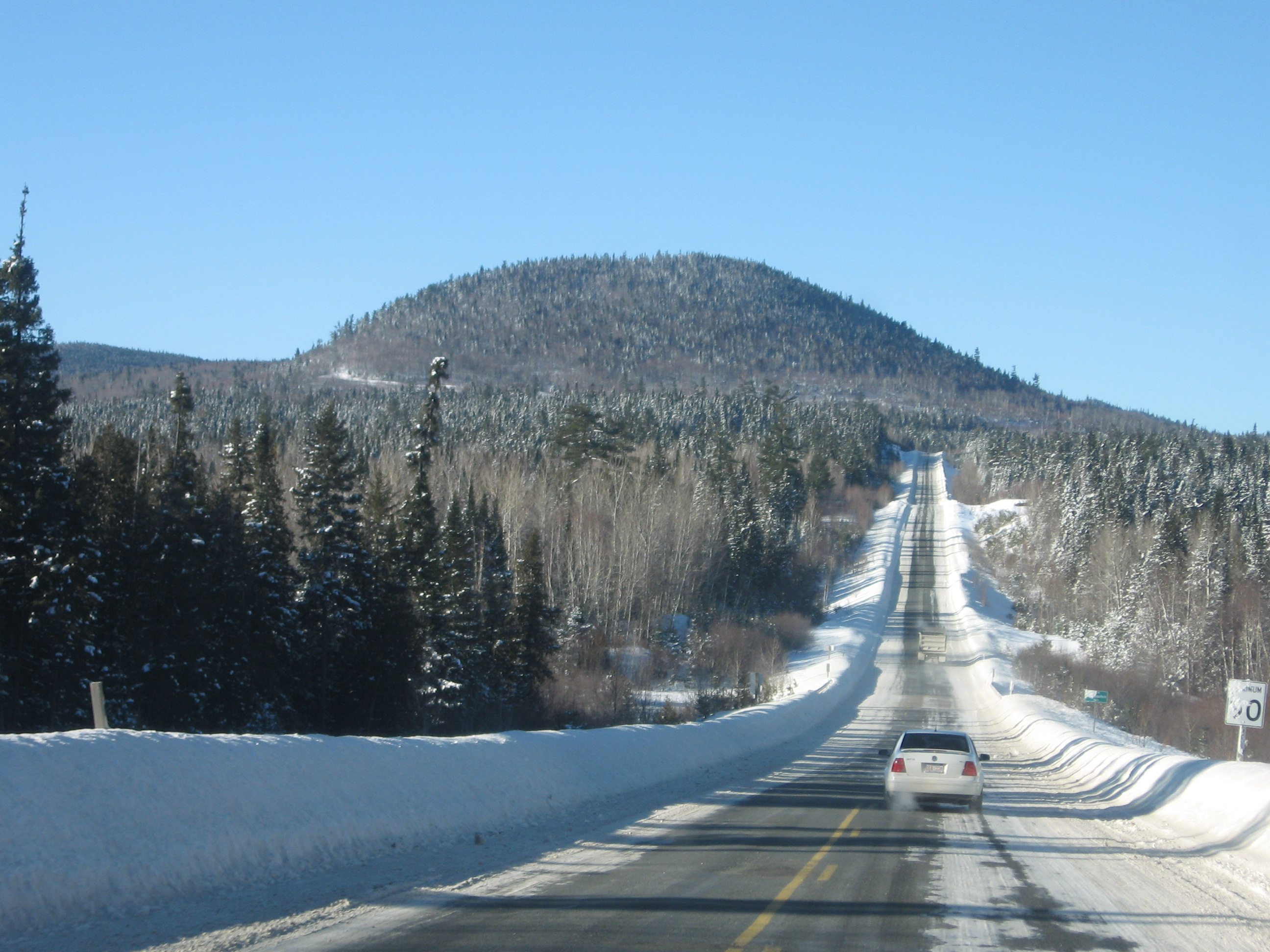
La route 180 (Chemin des ressources).

Bathurst est le centre névralgique du transport pour tout le Nord du Nouveau-Brunswick.
La ville est desservie par le train l'Océan de Via Rail Canada qui fait le lien entre Montréal et Halifax.
La région de Bathurst dispose aussi d'un aéroport régional (Code AITA : ZBF). C'est le seul aéroport de passagers pour tout le Nord du Nouveau-Brunswick. L'aéroport est desservi par deux vols quotidiens d'Air Canada Express à destination de Montréal.
La gare routière de Bathurst, situé en plein centre-ville tout près du bureau d'information touristique, accueille les services de transport par autobus de Maritime Bus. De Bathurst il est possible de rejoindre les villes de l'Est du pays et d'aller vers le Québec.
Bathurst est aussi au carrefour de la route 11 et de la route 8. De plus la route 134, l'ancienne route 11, qui est aujourd'hui considérée comme touristique, traverse aussi Bathurst. Finalement la route 180 (Chemin des ressources) qui permet de raccourcir son chemin de plusieurs kilomètres lors des déplacements vers le Québec et l'ouest de la province débute (ou se termine) à Bathurst.
| Mode de transport        | Ville de Bathurst | Région de Bathurst |
| ------------------------ | ----------------- | ------------------ |
| Conducteur d'un véhicule | 3 755 (71,45 %)   | 10 685 (78,22 %)   |
| Passager d'un véhicule   | 770 (14,65 %)     | 1 635 (11,97 %)    |
| Transport en commun      | 25 (0,48 %)       | 85 (0,62 %)        |
| À pied ou à bicyclette   | 580 (11,04 %)     | 935 (6,84 %)       |
| Autres modes             | 130 (2,47 %)      | 320 (2,34 %)       |
| Total                    | 5 255 (100 %)     | 13 660 (100 %)     |

## Histoire
Royaume de France (1619-1621)

 Royaume d'Écosse (1621-1632)[Information douteuse]

 Royaume de France (1632-1654)

 Royaume d'Angleterre (1654-1657)

 Royaume de France (1657-1674)

 Provinces-Unies (1674-1677)[Information douteuse]

 Royaume de France (1677-1690)

 Royaume d'Angleterre (1690-1692)

 Royaume de France (1692-1763)

 Royaume de Grande-Bretagne (1763-1801)

 Royaume-Uni de Grande-Bretagne et d'Irlande (1801-1867)

### Origines
Bathurst est situé dans le territoire historique des Micmacs, plus précisément dans le district de Gespegeoag, qui comprend le littoral de la baie des Chaleurs. Ce territoire était revendiqué d'abord par les Iroquois et ensuite seulement par les Mohawks. Les Micmacs occupaient principalement la localité de Winkka Piguwik, à l'embouchure du fleuve.
La baie des Chaleurs fut nommée par Jacques Cartier. Il fut le premier Européen à visiter cet endroit du Canada par une chaude journée d'été en 1534. Les premiers colons s'y installèrent dès 1619 et fondèrent la Mission Récollet en 1620, dans un lieu inconnu. Les capucins y entretiennent même une école de 1648 à 1655. Le premier colon dont nous connaissons le nom est le gouverneur de l'Acadie Nicolas Denys, qui s'y installe en 1635. Il établit établit son quartier général sur la pointe Ferguson en 1652, aujourd’hui le site du Club de Golf Gowan Brae, où il serait mort et enterré en 1688. Les ruines de son fort étaient toujours visibles au début du XXe siècle. Les Jésuites fondent eux aussi une mission, probablement près du fort de Denys, en 1644.
La seigneurie de Népisiguit est concédée en 19 mars 1691 au Sieur Jean Gobin, un marchand de Québec; elle avait un territoire long de 12 lieues et profond de 10 lieues, à partir du littoral de la baie et probablement centré sur la rivière Népisiguit. Gobin donne la seigneurie à Richard Denys de Fronsac. La seigneurie, par l'héritage à sa femme, tombe aux mains de Rey-Gaillard, qui la possédait en 1753. Cooney parle d'une concession à un certain Enaud, qui est vraisemblablement Philippe Énault, seigneur de Pokemouche et peut-être agent de Gobin. Il aurait reçu sa concession vers 1670. L'établissement de Énault est situé sur la pointe Dally ou Esnault et comprenait aussi un moulin à farine sur le ruisseau Eddy. Selon William Francis Ganong, il se peut que le site de Bathurst ait quelques habitants acadiens à l'époque.
Abandonnée quelques années plus tard, cette région est repeuplée en 1757 par les Acadiens déportés. Les premiers habitants de la région sont donc Acadiens et des explorateurs et commerçants originaires de différentes régions côtières de la France. La population acadienne est déportée à nouveau en 1761, lors du raid de Roderick MacKenzie. 180 personnes sont emprisonnées, la plupart de la population du village. L'équipage d'un bateau de commerce qui se trouve dans la baie est également capturé (voir Gamaliel Smethurst).
Le commerce de la fourrure et la pêche attirent en fait de plus en plus de Français puis d'Anglais. L'industrie forestière se développe ensuite, suivie de l'industrie de la construction navale et de l'agriculture.
Plus tard, les Acadiens sont revenus et des aventuriers venant d'Écosse, d'Angleterre et d 'Irlande viennent s'installer, notamment George Walker en 1768. Son fort est attaqué par des corsaires américains en 1778. Les Acadiens occupèrent à cette époque la partie ouest de l'actuelle ville de Bathurst, tandis que les colons anglais, écossais et irlandais s'installèrent dans la partie centrale et est. De nouvelles colonies se formèrent au XIXe siècle le long des côtes Chaleur, les francophones s'installant en amont (Petit-Rocher en 1797) et les anglophones en aval.
Une réserve de 16 acres située sur la plus grosse des îles Indian, actuellement Sipisgoatagantjitjg, est achetée le 26 novembre 1895. Il y a aussi une réserve à Rough Waters et les Micmacs y habitent jusqu'au début du XXe siècle. La population micmaque est désormais concentrée à Pabineau.

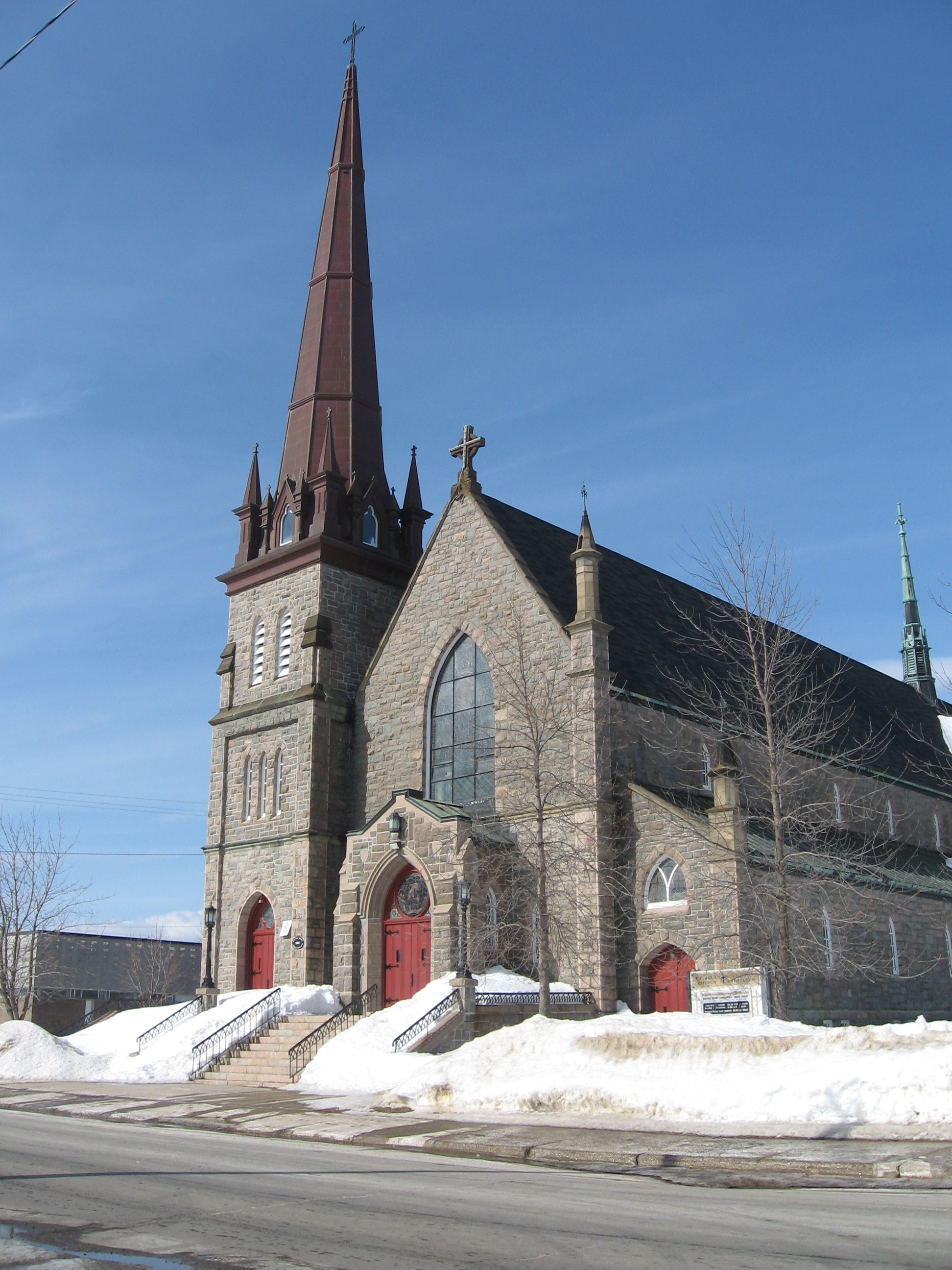
Cathédrale du Sacré-Cœur de Bathurst.

### XIXesiècle

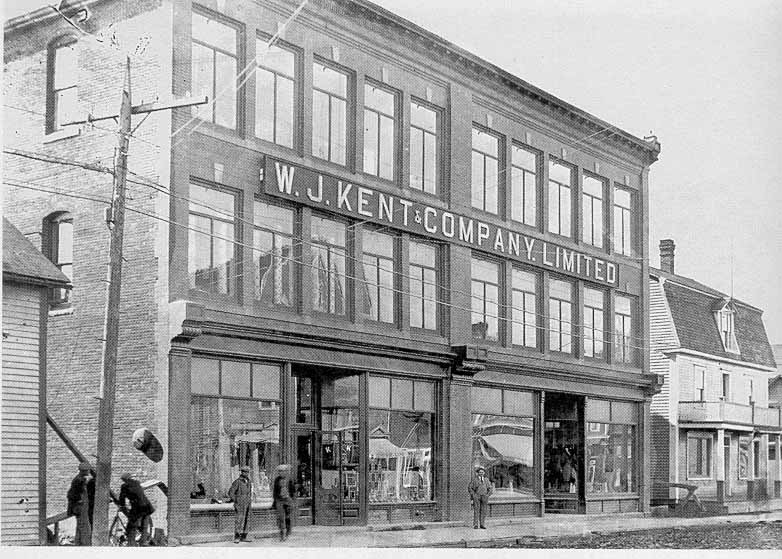
Le grand magasin Kent en 1920.

La paroisse Sainte-Famille est fondée en 1798. Les curés de Sainte-Famille desservent alors tous les villages jusqu'à Petit-Rocher.
La paroisse de Sainte-Famille change de nom et le village de Népisiguit en 1826. Toutefois les noms actuels nous font oublier le passé historique de la région. Au début de la colonisation, ce sont les rivières et les baies qui sont nommées. Les villages se développent le long de ces rivières, plus souvent à leur embouchure. Et ces villages prennent très souvent le nom de ces rivières. Les premiers colons de la région habitent donc le village de Népisiguit. Cependant, les missionnaires s’appliquent à consacrer leurs églises et leurs chapelles à un saint. Le village est donc aussi connu sous le nom de paroisse Sainte-Famille (dont les registres remontent à 1798). La première chapelle est construite à la Pointe Ferguson (aujourd'hui le club de golf Gowan Brae) est consacrée à la Vierge. C’est aussi à cet endroit que s’est établi Nicolas Denys. Lors de la mort de ce dernier, le village est transféré à l'emplacement actuel de l'église Sainte-Famille (intersection de St. Peter/Sainte-Anne). Cette nouvelle chapelle est placée sous le patronage de saint Pierre. Le village est donc appelé parfois Saint-Pierre mais plus régulièrement Népisiguit. Ce site est donc vraisemblablement le berceau de l'histoire moderne de Bathurst.
Youghall est ouvert à la colonisation en 1825 après l'arrivée à échéance de la concession faite en 1770 à Allen. La localité est colonisée en 1830 par des immigrants irlandais et écossais.
La paroisse Sainte-Famille-de-Népisiguit est mentionnée pour la première fois dans les registres de la paroisse Sainte-Famille en octobre 1812, par le missionnaire François Huot. L'année précédente, Monseigneur Plessis de Québec visite la côte de la baie des Chaleurs. Il se rend de Caraquet à Népisiguit en canot. Quittant Caraquet le 1er juillet 1811, il espère atteindre Népisiguit pour la messe du lendemain, pour le jour de la Visitation. En raison d'une mer trop calme ils n'arrivent que quelques jours plus tard. On peut accéder au havre par un passage profond mais étroit. Quatre rivières se jettent dans le havre : les trois rivières Népisiguit (la grande, la petite et la moyenne) et la rivière Tetagouche. C'est entre la Tetagouche et la moyenne Népisiguit que l'église Saint-Pierre a été construite sur un promontoire. La ville qui va devenir Bathurst est bâtie sur la pointe opposée qui s’est appelée, pendant longtemps, Saint-Pierre.
Les grands feux de la Miramichi, en 1825, détruisent une bonne partie de la forêt du centre de la province, forçant les entreprises à exploiter des forêts plus au nord, notamment dans la région de Bathurst. Un premier bureau de poste est ouvert en 1825.
Un nouveau lotissement est arpenté en 1827. En 1829, l'ingénieur néo-brunswickois Marcus Scully dresse le plan de la nouvelle ville. Il n'y a alors que dix bâtiments en ville. Deux premiers ponts sont construits la même année.
À la fin du XIXe siècle et au début du XXe siècle, Bathurst est un port d'entrée des immigrants. En 1826, Bathurst est encore un petit village, avec Nepisiguit et Saint-Pierre, de l’autre côté du havre. Du manganèse est découvert en 1840 dans la vallée des rivières Tétagouche et Népisiguit.
Le 1er septembre 1858, une grande célébration a lieu en l'honneur de la fin des travaux du premier câble télégraphique transatlantique. L'école Sainte-Famille de Bathurst-Ouest, la première école élémentaire francophone, ouvre ses portes en 1859. Les Sœurs de la Charité ouvrent un premier couvent en 1864. L'école Sainte-Famille devient publique en 1871. Un incendie se déclare le 20 juillet 1874, détruisant 27 bâtiments, dont des maisons et le bureau de la compagnie de chemin de fer. Un journaliste blâme les forts vents ainsi que les besoins criants et « l'extraordinaire stupidité » du service de pompiers. La paroisse du Sacré-Cœur est érigée en 1880. La première partie curling, appelée à l'époque le « scratch », a lieu en 1893 sur la glace du havre. Un club de curling est construit en 1884 par Edward D. Bassett, sur la rue Water. Une patinoire et deux pistes de curling sont aménagés l'année suivante sur la rue St. George. L'aréna Basset tombe en ruine et un nouveau le remplace en 1889, aussi sur la rue Water; il est détruit dans un incendie en 1891. Il est rapidement remplacé par un nouvel aréna qui s'effondre peu de temps après. La pratique du curling cesse jusqu'en 1907, lorsqu'une piste extérieure est aménagée sur l'étang Kent. Un aréna regroupant une patinoire et une piste de curling est construit en 1909 sur la rue St. Andrew. Le feu détruit le club de curling en 1940, qui est rapidement remplacé par le bâtiment actuel sur le même site.
Le magasin W.J. Kent ouvre ses portes en 1884. Le premier producteur de boissons gazeuses, le barbier John Ellis, ouvre son usine sur la rue Water en 1890. La première partie de baseball répertoriée a lieu en 1893. Les travaux du chemin de fer Caraquet & Gulf Shore commencent en 1884 et se terminent en 1890. Le terminus de Bathurst-Est est construit au croisement de la voie ferrée et du chemin Miramichi, alors que la rotonde est construite près du quai. La première ligne téléphonique est installée par la compagnie Bell en 1885, entre les deux gares. En 1895, George Eddy construit une usine de planches. En 1898, un déraillement près de Bathurst fait un mort.

### XXesiècle

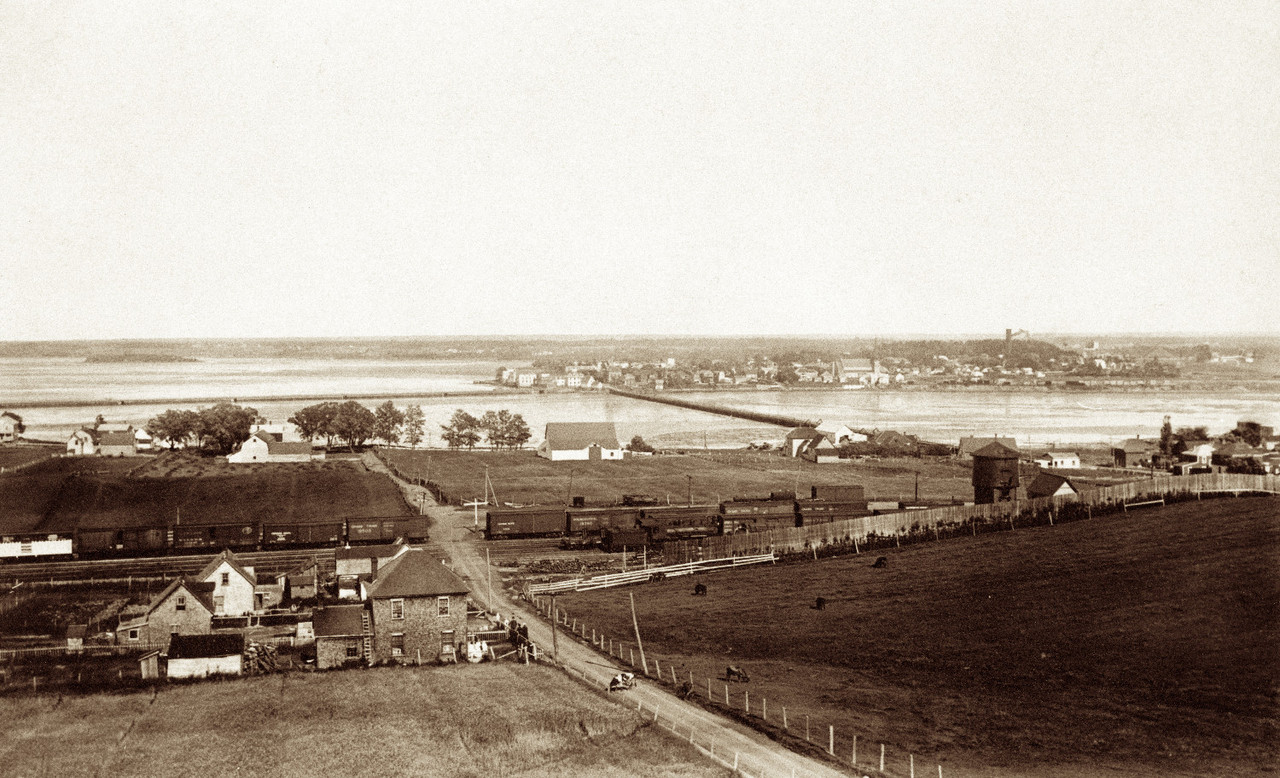
Bathurst avant 1925, vu du collège.

Le port de Bathurst connait un important commerce maritime au début du XXe siècle, expédiant entre autres du bois vers New York et l'Allemagne. Les remorqueurs sont une vision courante dans la baie à l'époque. Le chantier naval le plus connu est Cunard mais il y a aussi Smith's, Wolhaupter, Woolner, Ferguson, Rankin & Co., Meahan, Millar, Gammon, Daly, O'Brien, Gibbs et Mullaly. Des centaines de bateaux ont été construits à Bathurst. Ces chantiers s'adaptent même un certain temps à l'arrivée de la vapeur et de la construction en acier. La Annie R., propulsée à la vapeur, effectue la navette entre la pointe Carron et la plage Youghall au tournant du XXe siècle. L'un des navires de Bathurst, la St. Anne, originellement fabriqué à Glasgow, sert de démineur durant la Deuxième Guerre mondiale.
Le premier éclairage public est installé en 1900 aux frais de l'avocat George G. Gilbert. Un hippodrome est aménagé la même année. En 1904, la ville compte un bureau de poste, 35 magasins, six hôtels, une scierie à vapeur, un moulin à bardeaux, un moulin à farine, trois congélateurs à poisson, deux manufactures de calèches, une imprimerie et trois églises. La date d'achat de la première automobile de la ville n'est pas connue mais certains médecins et gens d'affaires en possédait au début du XXe siècle, et la Bathurst Lumber Company achète une Franklin en 1906. Les sorties deviennent de plus en plus courantes et les destinations privilégiées à l'époque incluent notamment les chutes Tétagouche et même Miscou.
La Twin Tree Mines Company exploite une mine de fer aux Grandes chutes et commence en 1910 la construction d'un chemin de fer pour le relier à la ville, le Northern New Brunswick & Seabopord Railway; il est alors considéré comme le plus petit chemin de fer de voie standard au monde. La mine ferme toutefois ses portes en 1913. Un service de passagers est tout de même maintenu jusqu'en 1916 grâce à une Ford T modifiée. Le chemin de fer reprend du service en 1920 lors de la construction de la centrale hydro-électrique. Les trains à vapeur cessent de circuler dès la fin des travaux en 1926 mais des trains au diesel transportent des marchandises jusque dans les années 1950. L'ouverture de la mine Brunswick apporte la prospérité pour le chemin de fer mais la seule locomotive est détruite dans un incendie en 1955. Une route est inaugurée la même année, rendant le chemin de fer inutile; les rails sont démantelés en 1957.
L'hôpital Dunn est construit en 1911. En 1912, Bathurst est constitué en ville et comprend alors toute cette région constituée de trois rives : une à l’ouest, une au sud et une à l’est. Une nouvelle gare est construite en 1913, près du site de la gare actuelle, après qu'un dépôt plus ancien soit détruit dans un incendie. Des calèches font office de taxis à l'époque.

#### Incendies et service de pompiers
Le 29 avril 1914, un incendie se déclenche dans la cuisinière de la résidence des Holdengraber, enflamme un pot de goudron puis se répand à un quadrilatère complet. C'est l'un des incendies les plus graves de l'histoire de la ville et 35 bâtiments seront détruits, dont le magasin Lounsburys, le commutateur téléphonique, le temple maçonnique, la caserne de pompiers et des résidences. Le seul camion de pompiers de la ville est alors hors-service afin de tester la force d'un cheval; les pompiers doivent utiliser un deuxième cheval pour le déplacer. Des secours arrivent par deux trains affrétés pour l'occasion, l'un provenant de Newcastle, l'autre de Campbellton. Des voleurs et des groupes criminels se mettent à entrer dans les bâtiments en feu pour à retirer les objets de valeur, l'alcool ou à faire de vols à main armée contre ceux ayant pu sauver leurs biens des flammes; des constables spéciaux doivent être assermentés sur-le-champ pour les arrêter. L'incendie est éteint au cours de la nuit.
Un premier véritable service de protection contre les incendies est fondé par la ville en 1916, sous le nom de la Keystone Fire Brigade; le premier chef est Robert C. (Bob) Rogers et les équipements sont à traction hippomobile. Un premier fourgon à moteur est construit en 1929 à partir du châssis d'une Ford modèle A.
Un autre incendie important se déclare le 26 novembre 1924 dans le Boulay's Pool Hall, dévastant en tout sept bâtiments de Bathurst-Est. Cette municipalité ne compte alors ni aqueduc ni service d'incendie; un vieux camion de pompiers est remis en service mais ne peut fournir que quelques sceaux d'eau avant de tomber en panne.
Peter J. Léger ouvre le premier cinéma de la ville. Le Collège Sacré-Cœur de Caraquet est détruit dans un incendie en 1915 et reconstruit à Bathurst. Bosca et Buraglia fondent une entreprise de boissons gazeuses à Bathurst-Est vers 1919 ; ils produisent du Ginger ale, de l'Iron Brew et de la Gazose. Une boulangerie industrielle est fondée, aussi en 1919, par J.P. Léger dans le sous-sol de l'Old Opera House; très moderne, elle produit 2500 miches par dix heures. Le même bâtiment est occupé par la succursale locale de la Maple Leaf Bread Company de Moncton à partir de 1927 jusqu'aux années 1930.
Deux déraillement de trains font respectivement un et deux morts en 1925; l'un des deux accidents tue aussi quatorze chevaux. Le hockey sur glace est introduit à Bathurst en 1919 et un premier aréna est construit la même année. Il s'effondre toutefois le 6 février 1920 à cause du poids de la neige. Quelques semaines plus tard, l'industriel Angus MacLean entreprend la construction d'un nouvel aréna, qui sera en activité jusqu'en 1997. Une première équipe papetière - parrainée par une usine - est incluse en 1928 dans la North Shore Hockey League. Elle devient la première équipe à participer aux séries éliminatoires de la coupe Allan la même année. À l'origine, le hockey est aussi très populaire chez les filles.
L'église catholique de Bathurst-Est est inaugurée en 1919. Un barrage hydro-électrique est construit aux Grandes chutes de la rivière Népisiguit entre 1919 et 1921. La Commission d'énergie électrique achète l'électricité de la Consolidated Bathurst Ltd dès son ouverture.
L'itinérance devient un phénomène courant à Bathurst dès la Grande Dépression; une zone boisée près de la rue Golf, appelée la « Jungle », est alors fréquentée par des hobos. Les cirques voyagent alors par train et toute la ménagerie défile dans les rues avant les spectacles. Des trains de moissons emmènent les travailleurs de la ville vers les Prairies pour récolter du blé alors que d'autres trains amènent des chevaux de l'Ouest, qui sont montés par des cowboys vers un marché temporaire sur la rue principale. Le gouverneur général du Canada Julian Byng visite la ville en train en 1923, attirant une grande foule à la gare. En 1927, deux trains spéciaux comprenant une délégation de 250 notables de Montréal et Toronto, dont Henri Bourassa, font un arrêt à la gare de Bathurst. L'un des derniers grand événements ferroviaires de la ville a lieu en 1957, lorsque la visite de Lester B. Pearson attire 1500 personnes à la gare.
L'école secondaire de Bathurst est inaugurée en 1925. En 1928, un barrage de billots de bois se forme le long de la rivière Népisiguit et doit être détruit par dynamitage. Le sanatorium, l'actuel foyer Notre-Dame-de-Lourdes, est fondé en 1932. Les rues sont pavées la même année. Auparavant, le « flusher » arrosait les rues pour empêcher que de la poussière s'envole. En 1935, la ville devient le siège du diocèse de Bathurst. L'Académie Assomption ouvre ses portes en 1944. L'église catholique de Bathurst-Sud ouvre ses portes en 1948. La compagnie Cunard abandonne son chantier naval la même année. Le pont de la promenade Riverside sur la rivière Middle est inauguré en 1956. L'école Mgr-Leblanc, la première école secondaire francophone, est inaugurée en 1960; elle n'existe plus. L'Université Sacré-Cœur devient le Collège de Bathurst en 1963. Le Collège Assumpta est fondé sur le terrain du Collège de Bathurst par les Filles Marie de l'Assomption en 1965. En 1962, l’idée d’une cité commence à prendre forme et le 1er janvier 1966, Bathurst obtient officiellement le statut de cité. La gare de Bathurst est construite en 1966. L'école secondaire Népisiguit est inaugurée en 1970, l'école élémentaire Parkwood en 1981, l'école Place-des-Jeunes en 1986, l'école intermédiaire Superior en 1988, l'école Cité-de-l'Amitié en 1994 et l'école élémentaire Terry Fox en 2006,. Un service aérien régulier Bathurst-Montréal est instauré le 5 juillet 1989 à l'aéroport. Le magasin W.J. Kent ferme ses portes exactement un an plus tard. Le pont des Anciens Combattants est élargi à quatre voies en 1998.

### Difficultés économiques
En 1996, la municipalité fait ses premiers pas vers une politique de bilinguisme confiant la traduction de sa correspondance à une entreprise spécialisée. La mine Caribou (cuivre, plomb et zinc) ouvre ses portes en juillet 1996 à l'ouest de la ville, grâce notamment à un investissement fédéral de 7 millions $. La mine ferme ses portes à l'été 1997, faisant perdre 250 emplois. La mine de plomb et zinc Restigouche ferme quant à elle en 1998.
L'entreprise Sitel ouvre un centre d'appel à Bathurst en 2004.
L'entreprise américaine Smurfit-Stone, citant des efforts de restructuration, ferme son usine de Bathurst le 4 août 2005, faisant perdre 270 emplois. La ville se retrouve alors avec 700 000 $ de moins de revenus annuels à la suite de cette fermeture, un problème toutefois compensé en partie par l'ouverture de deux magasins à grande surface la même année. De plus, l'ouverture du centre d'appel créant environ 500 emplois ainsi que la création de 300 emplois dans les secteurs manufacturiers et touristique permettent d'éviter une crise économique.
Les mines Caribou et Restigouche sont rachetées en 2006 par l'entreprise québécoise Blue Note, encouragée par la remontée du cours des métaux; les opérations recommencent en 2007. L'hôtel Château Bathurst ferme par contre ses portes en septembre de la même année. L'exploitation des mines Restigouche et Caribou est arrêtée temporairement en novembre 2008, mettant 150 travailleurs au chômage.
Le centre d'appel Sitel ferme quant à lui ses portes en juillet 2009, faisant perdre 275 emplois; la raison citée par l'entreprise est l'évolution des demandes des clients.
En 2009, l'entreprise franco-américain GDF Suez inaugure le parc éolien Caribou, à l'ouest de la ville, au coût de 200 millions $.
Les mines Caribou et Restigouche sont mises en vente en 2009 rachetées par Maple Minerals en 2011,.
Plusieurs entreprises se montre intéressées par le rachat de l'usine a papier Smurfit-Stone, notamment par sa centrale hydroélectrique d'une capacité de 12,5 mégawatts et sa turbine de 7,5 mégawatts. Le conseiller Gordon Roy est élu lors d'une élection partielle tenue le 26 octobre 2009, en remplacement de Blair Doucet. Le syndic Deloitte & Touche rachète l'ancienne usine Smurfit-Stone le 22 janvier 2010, au coût de 1,6 million $.
Le maire sortant, Stephen Brunet, est réélu lorsde l'élection municipale quadriennale du 14 mai 2012 mais Bob Anderson quitte ensuite le conseil municipal. Richard Barbeau est toutefois élu à l'élection partielle du 12 mai 2014.
La mine Brunswick ferme comme prévu le 30 avril 2013.
Le pont de la promenade Riverside sur la rivière Middle est reconstruit de 2012 à 2013.
Le gouvernement local est constitué le 1er janvier 2023, de la fusion de la cité de Bathurst et des parties des DSL de la paroisse de Bathurst, de Big River, et de Tétagouche-Nord.

## Héraldique
| 1966 Bathurst, N.B. |
| ------------------- |

| L'écu de Bathurst se blasonne ainsi : écartelé en sautoir, au premier d'argent à la burelle de gueules surmontée d'une burelle accolée d'or, aux deux pics de mineur de sable passés en sautoir brochant sur le tout, au deuxième d'or à l'arbre de sinople, au troisième d'azur à la charrue à mancheron double d'or, au quatrième d'argent à la champagne ondée soutenant un poisson surmonté d'une burelle ondée, tous d'azur, la champagne remplie d'or ; à l'écusson d'argent chargé d'une feuille d'érable de gueules brochant en abîme sur la partition ; au chef parti de gueules au léopard d'or et d'azur à trois fleurs de lis d'argent, celle du milieu plus grandes que les deux autres |

## Démographie
(septembre 2024).
La cité comptait 12 275 habitants en 2011, soit une baisse de 3,5 % en 5 ans. Les données du recensement de 2011 n'étant pas encore toutes disponibles, les autres aspects de la démographie de Bathurst sont connus d'après le recensement de 2006. Il y a en tout 5565 ménages dont 3755 familles. Les ménages comptent en moyenne 2,2 personnes tandis que les familles comptent en moyenne 2,7 personnes. Les ménages sont composés de couples avec enfants dans 20,2 % des cas, de couples sans enfants dans 34,4 % des cas et de personnes seules dans 29,6 % des cas alors que 15,7 % des ménages entrent dans la catégorie autres (familles monoparentales, colocataires, etc.). 66,4 % des familles comptent un couple marié, 16,5 % comptent un couple en union libre et 17,0 % sont monoparentales. Dans ces dernières, une femme est le parent dans 78,9 % des cas. L'âge médian est de 45,9 ans, comparativement à 41,5 ans pour la province. 86,2 % de la population est âgée de plus de 15 ans, comparativement à 83,8 % pour la province. Les femmes représentent 52,2 % de la population, comparativement à 51,3 % pour la province. Chez les plus de 15 ans, 32,2 % sont célibataires, 46,1 % sont mariés, 5,2 % sont séparés, 7,3 % sont divorcés et 9,1 % sont veufs. De plus, 11,4 % vivent en union libre.
| 1981   | 1986   | 1991   | 1996   | 2001   | 2006   | 2011   |
| ------ | ------ | ------ | ------ | ------ | ------ | ------ |
| 15 705 | 14 683 | 14 409 | 13 815 | 12 924 | 12 714 | 12 275 |

| 2016   | - | - | - | - | - | - |
| ------ | - | - | - | - | - | - |
| 11 897 | - | - | - | - | - | - |

Les autochtones représentent 1,5 % de la population et 1,4 % des habitants font partie d'une minorité visible. Les immigrants représentent 2,1 % de la population et 0,0 % des habitants sont des résidents permanents. 0,4 % des habitants ne sont pas citoyens canadiens et 95,5 % des habitants âgés de plus de 15 ans sont issus de familles établies au Canada depuis trois générations ou plus. En date du 16 mai 2006, 86,4 % des gens avaient la même adresse depuis au moins un an alors que 6,8 % habitaient auparavant ailleurs dans la même ville, que 4,6 % habitaient ailleurs dans la province, que 2,0 % habitaient ailleurs au pays et que moins de 0,1 % habitaient ailleurs dans le monde. À la même date, 64,9 % des gens avaient la même adresse depuis au moins cinq ans alors que 19,4 % habitaient auparavant ailleurs dans la même ville, que 9,4 % habitaient ailleurs dans la province, que 5,6 % habitaient ailleurs au pays et que 0,5 % habitaient ailleurs dans le monde.
La langue maternelle est le français chez 50,6 % des habitants, l'anglais chez 46,3 % et les deux langues chez 1,9 % alors que 1,2 % sont allophones. Les deux langues officielles sont comprises par 64,5 % de la population alors que 8,2 % des habitants sont unilingues francophones, que 27,2 % sont unilingues anglophones et que 0,1 % ne connaissent ni l'anglais ni le français. Le français est parlé à la maison par 40,3 % des gens, l'anglais par 57,0 %, les deux langues officielles par 2,3 %, le français et une langue non officielle par 0,0 %, l'anglais et une langue non officielle par 0,0 % et une langue non officielle seule par 0,0 %. Le français est utilisé au travail par 32,4 % des employés et l'anglais par 55,9 % alors que 11,8 % des employés utilisent les deux langues officielles, que 0,0 % utilisent le français et une langue non officielle, que 0,0 % utilisent l'anglais et une langue non officielle et que 0,0 % utilisent uniquement une langue non officielle.
Le diagramme suivant démontre la place grandissante des francophones à Bathurst:
| Évolution des langues maternelles (en %) | Légende                                                         |
| ---------------------------------------- | --------------------------------------------------------------- |
|                                          | - Français - Anglais - Anglais et français - Autre(s) langue(s) |
| Sources,:                                |                                                                 |

Chez les plus de 15 ans, 31,9 % n'ont aucun certificat, diplôme ou grade, 23,1 % ont uniquement un diplôme d'études secondaires ou l'équivalent et 45,0 % détiennent aussi un certificat, un diplôme ou un grade post-secondaire; par comparaison, ces taux s'élèvent à 29,4 %, 26,0 % et 44,6 % au provincial. Parmi la même tranche d'âge, 10,9 % des gens possèdent un diplôme d'un programme d'un an au CCNB ou l'équivalent, 17,5 % détiennent un diplôme d'un programme de trois ans au CCNB ou l'équivalent, 3,1 % ont un diplôme ou un certificat universitaire inférieur au baccalauréat et 13,4 % ont un certificat, un diplôme ou un grade universitaire plus élevé. Parmi ces diplômés, 11,1 % sont formés en enseignement, 1,3 % en arts ou en communications, 2,0 % en sciences humaines, 4,5 % en sciences sociales ou en droit, 22,6 % en commerce, en gestion ou en administration, 3,4 % en sciences et technologies, 3,9 % en mathématiques ou en informatique, 26,4 % en architecture, en génie ou dans des domaines connexes, 1,6 % en agriculture, en ressources naturelles ou en conservation, 16,0 % en santé, parcs, récréation ou conditionnement physique, 7,2 % en services personnels, de protection ou de transport et 0,0 % dans d'autres domaines. Les diplômés post-secondaires ont terminé leurs études à l'extérieur du pays dans 1,6 % des cas.

## Économie

### Historique

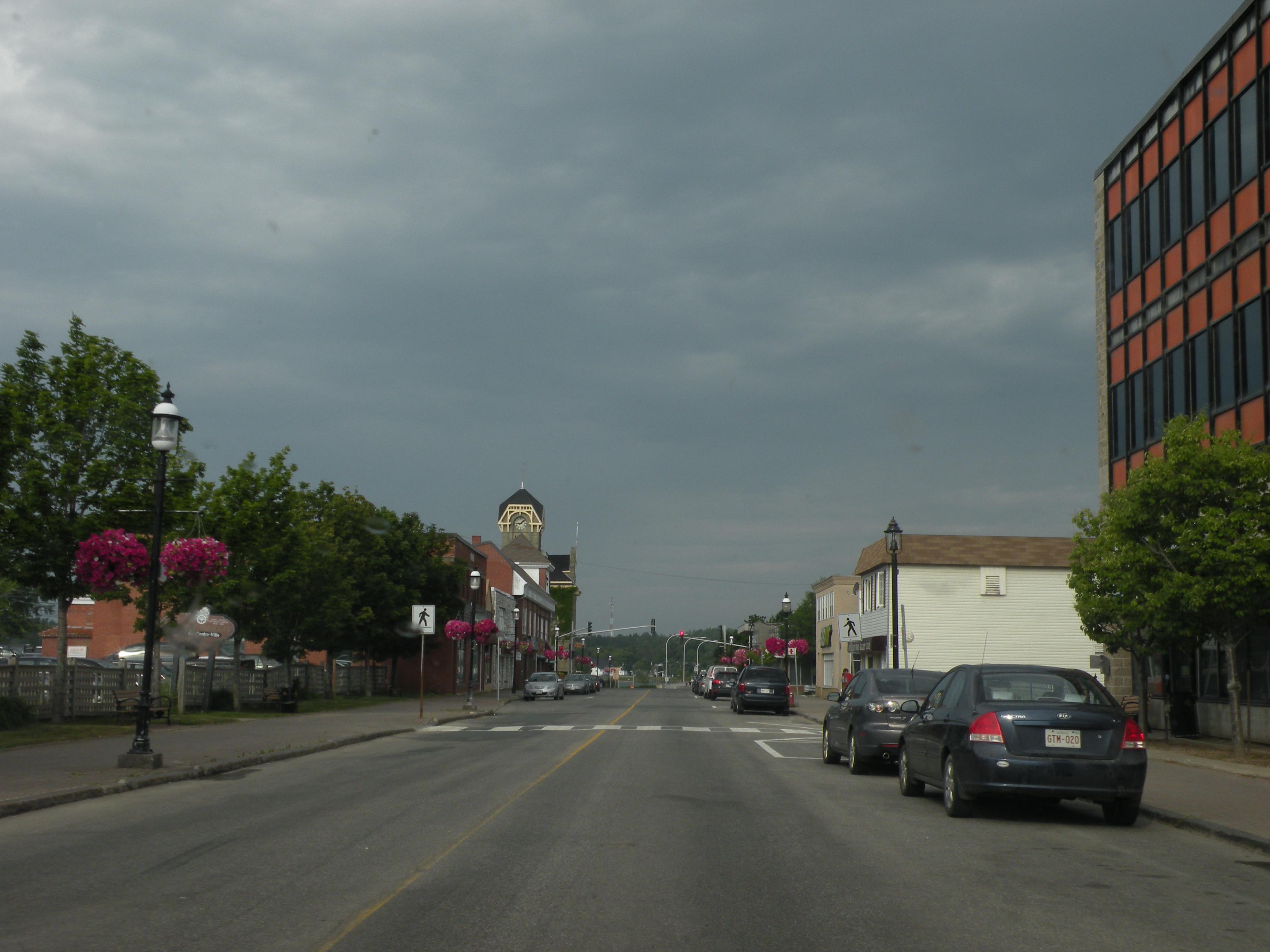
La rue Principale (Main).

Bathurst devint la capitale économique de la région Chaleur au cours du XIXe siècle. La ville proposait des services techniques aux communautés de pêche environnantes, tels que la construction de navires par l'entreprise Cunard, qui donna son nom à un modèle de bateau réputé, le Cunarder. L'industrie du bois, pâtes et papiers qui a longtemps été le pilier de l'économie, a fait place au tournant des années 1950 vers les mines. Aujourd'hui en plus des mines, l'industrie des services y est fort importante.
En périphérie, notamment à Dunlop, à Kinsale (Tetagouche), à New Bandon et à Black Rock, apparaissent des fermes. L’industrie de la pêche se développe le long du littoral, à Beresford et à Petit-Rocher, et le long du havre où la transformation du poisson est une activité importante. On peut encore admirer des hangars à sel du XVIIIe siècle à la pointe Alston (aujourd’hui la pointe Youghall). Vers 1838, la société Cunard installe ses chantiers navals à Bathurst, faisant de la construction navale la principale activité de la région. D'ailleurs une rue du centre-ville est nommée en l'honneur de cette entreprise. La coupe du bois et l’exploitation forestière débute pour des raisons pratiques, mais ces activités deviennent bientôt lucratives avec la construction, à la fin du XIXe siècle, de moulins à papier le long des côtes. Puis Bathurst amorça la révolution industrielle au début du XXe siècle. Dès 1914, on voit l'ouverture de la Bathurst Power and Paper Company et apparaitre des grands noms de l'industrie des pâtes et papiers: McLean, Rankin, Ferguson, Adams et Burns. Dès 1834, Kent et Stevens découvrent du manganèse à Tetagouche, mais il faudra attendre le vingtième siècle pour que l’industrie minière se développe. Au milieu du XXe siècle, Toutefois, l'exploitation minière devait jouer un rôle prépondérant dans l'histoire contemporaine de Bathurst. La première expérience des Mines de Fer de Bathurst, exploitées entre 1907 et 1913, fut suivie par la découverte de gisements de plomb et de zinc de la mine de Brunswick au sud de la ville pendant les années 1950. Leur exploitation vint supplanter l'industrie papetière durant les années 1960, et reste aujourd'hui le moteur de l'économie locale. De nouvelles installations industrielles comme la station de génération d'énergie thermique à Belledune sont venus renforcer l'économie de la région Chaleur. L’industrie minière connaît un nouvel essor qui constitue un réel bienfait pour la ville de Bathurst.

### Travail et revenu
(septembre 2024).

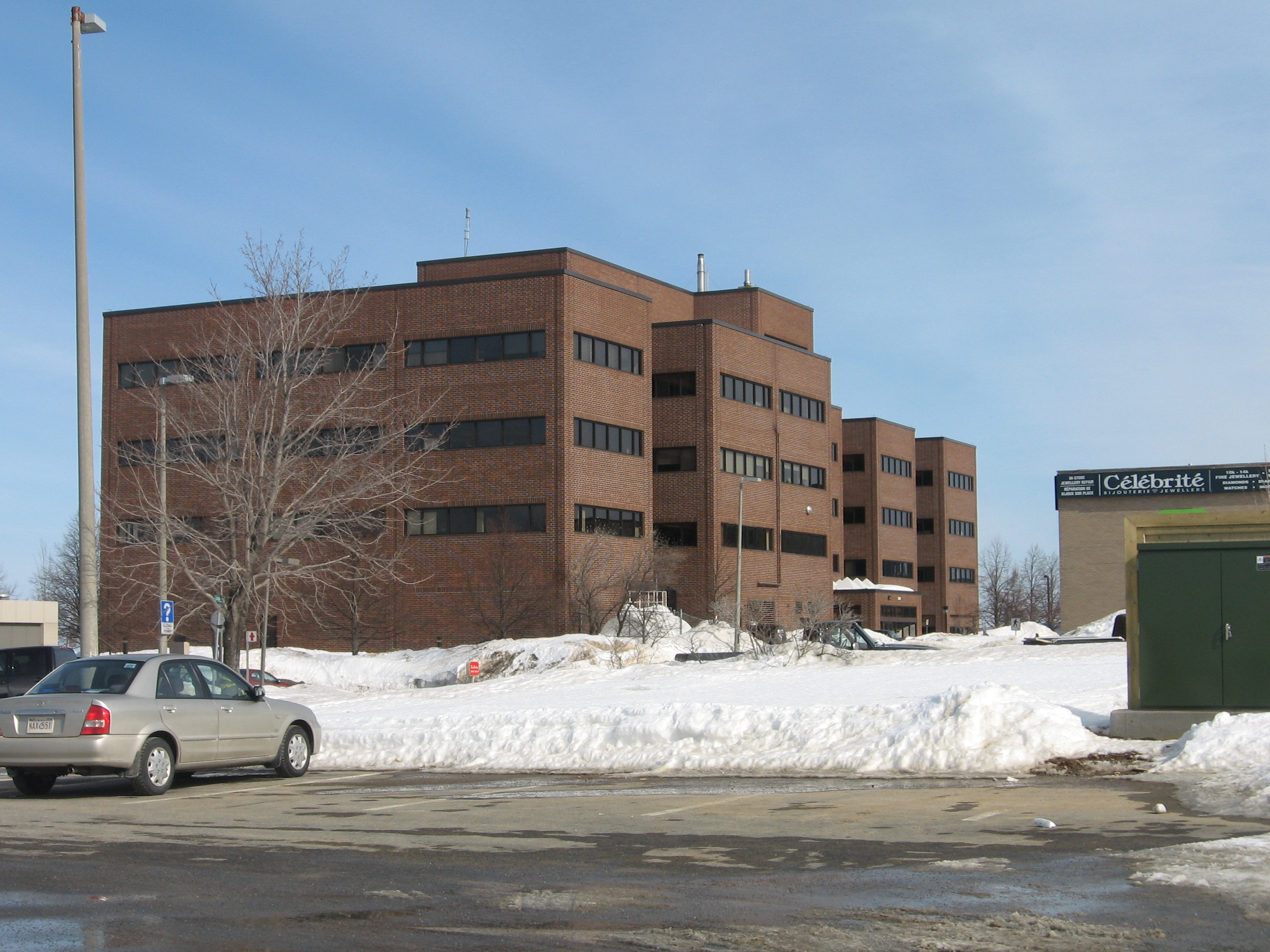
Édifice fédéral Nicholas-Denys.

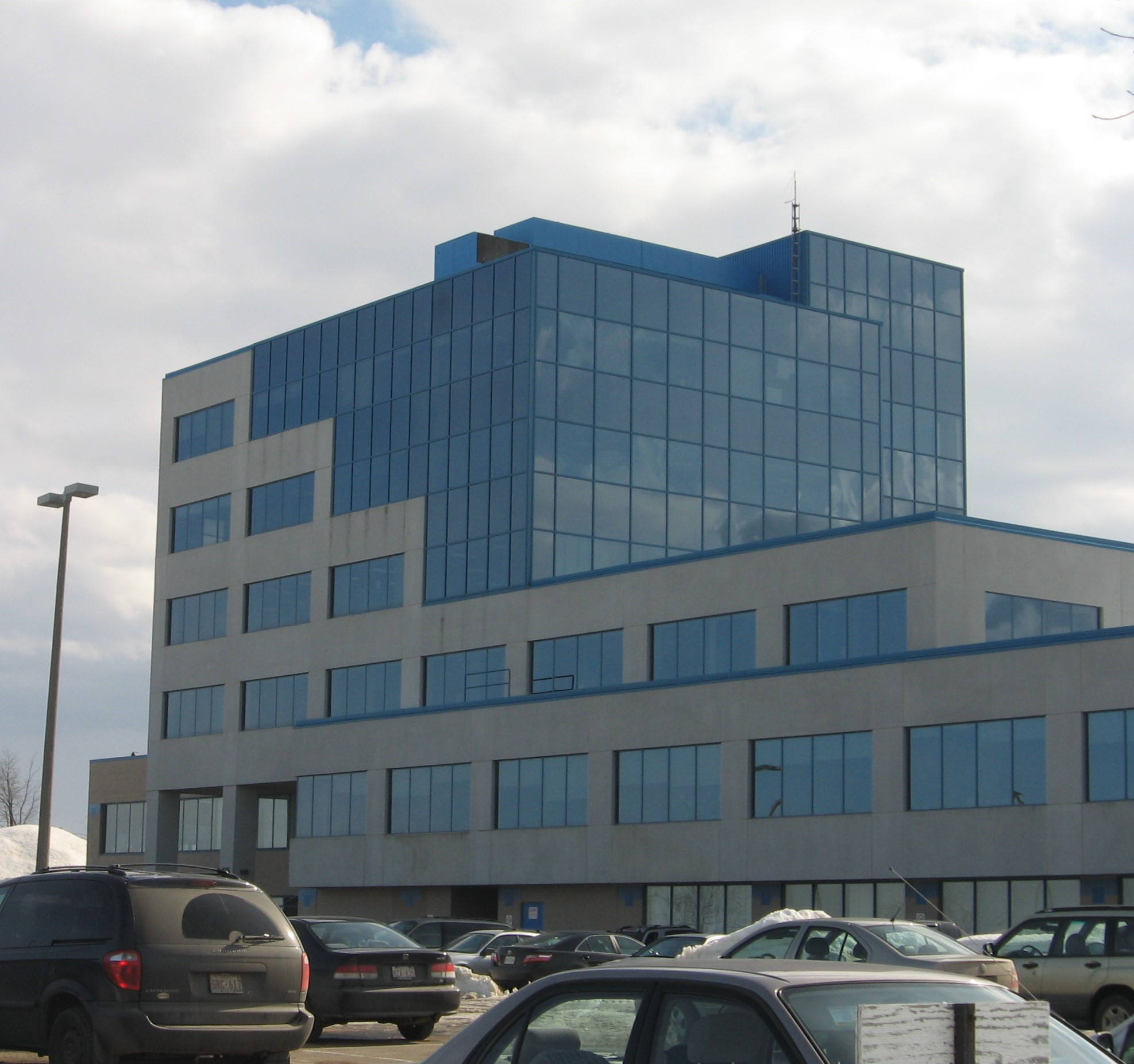
Centre-ville de Bathurst.

Le recensement de 2006 de Statistique Canada fournit aussi des données sur l'économie. Chez les habitants âgés de plus de 15 ans, le taux d'activité était alors de 56,5 %, le taux d'emploi était de 51,6 % et le taux de chômage était de 8,6 %; à titre de comparaison, ceux de la province étaient respectivement de 63,7 %, 57,3 % et 10,0 %.
Chez les personnes âgées de plus de 15 ans, 6 410 ont déclaré des gains et 10 200 ont déclaré un revenu en 2005. 89,4 % avaient aussi déclarés des heures de travail non rémunérées. Le revenu médian s'élevait alors à 19 517 $ avant et à 18 119 $ après impôt, comparativement à la moyenne provinciale de 22 000 $ avant et 20 063 $ après impôt; les femmes gagnaient en moyenne 2 646 $ de moins que les hommes après impôt, soit 15 473 $. En moyenne, 65,5 % du revenu provenait de gains, 20,2 % de transferts gouvernementaux et 14,4 % d'autres sources. 14,1 % de toutes les personnes dans les ménages avaient un faible revenu après impôt, une proportion montant à 21,2 % pour les moins de 18 ans.
Parmi la population active occupée, 4,0 % des gens travaillaient à domicile, 0,4 % travaillaient ailleurs dans le monde, 7,0 % étaient sans lieu de travail fixe et 88,4 % avaient un lieu de travail fixe. Parmi les travailleurs ayant un lieu de travail fixe, 72,1 % travaillaient en ville, 20,3 % travaillaient ailleurs dans le comté, 6,2 % travaillaient ailleurs dans la province et 1,2 % travaillaient dans une autre province.

### Secteurs

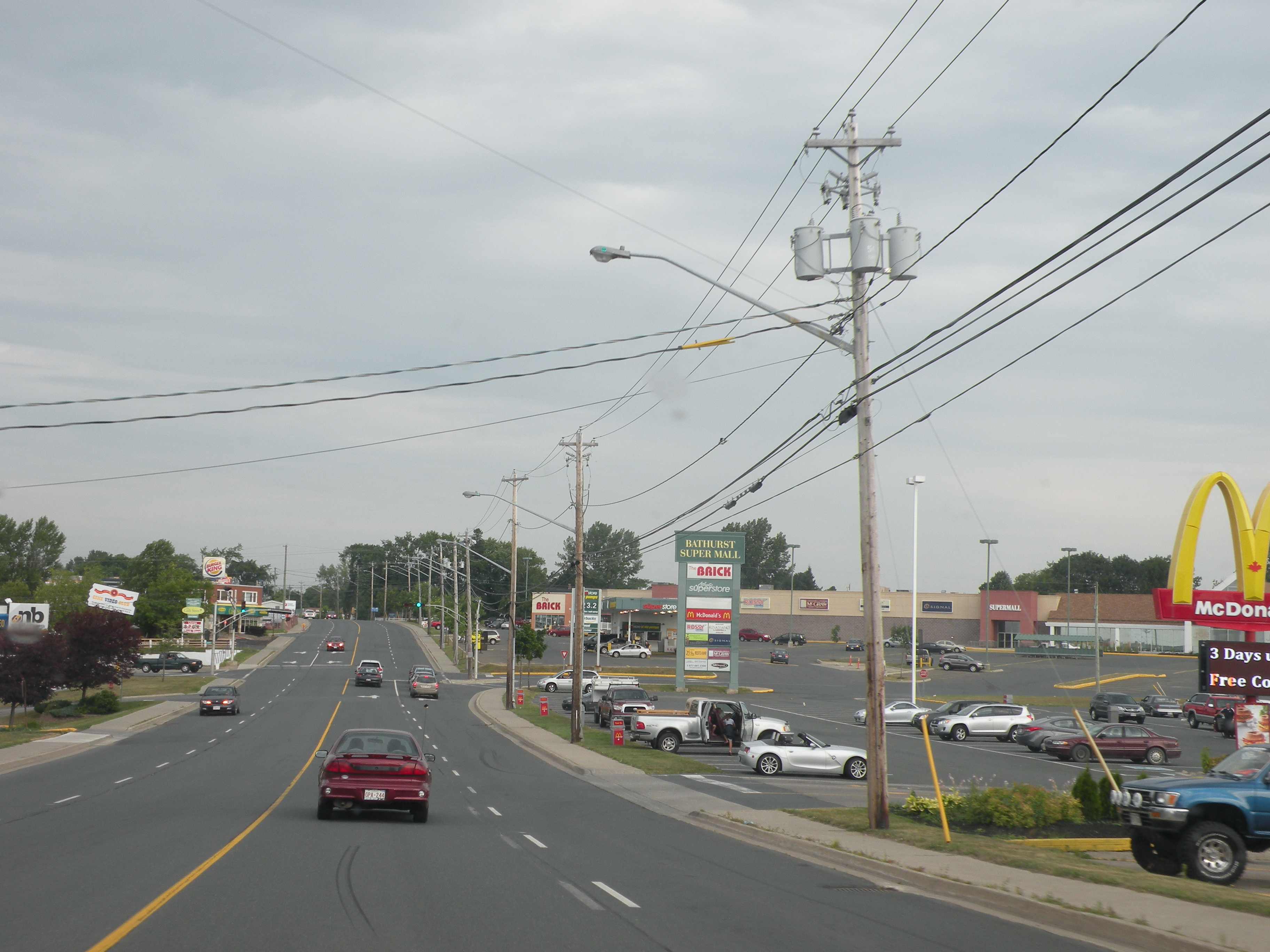
Le boulevard Saint-Pierre (St. Peter).

En 2006, on dénombrait 7,9 % des emplois dans l'agriculture, la pêche et les autres ressources, 3,4 % dans la construction, 5,2 % dans la fabrication, 2,4 % dans le commerce de gros, 16,1 % dans le commerce de détail, 2,8 % dans la finance et l'immobilier, 12,4 % dans la santé et les services sociaux, 7,3 % dans l'éducation, 17,4 % dans les services de commerce et 24,9 % dans les autres services.
En 2005, la ville de Bathurst a tourné une page très importante de son histoire avec la fermeture de l'usine de la Smurfit-Stone. Pas moins de 270 employés ont perdu leurs emplois. Bien que plusieurs démarches aient été entreprises pour sauver le moulin, le vendre à une autre entreprise, convertir la production de carton ondulé à autre chose, rien ne se réalisa. L'usine a ensuite été démolie.
La Blue Note Metals Inc. a investi 80 millions de dollars en 2006-2007 pour rouvrir les mines Caribou et Restigouche dans le camp minier de Bathurst. La production doit donner 100 millions de livres de zinc annuellement, ce qui doit maintenir 270 emplois dans la région. Ce camp minier est à une cinquantaine de kilomètres de Bathurst. On y exploite du plomb et du zinc.
Le Gouvernement du Canada a ouvert il y a un peu plus de 25 ans, l'édifice Nicolas-Denys au centre-ville pour y loger pas moins de 450 fonctionnaires. Le ministère des Travaux publics et services du Gouvernement du Canada. Divers autres services du gouvernement canadien y logent aussi. Plusieurs organismes du Gouvernement du Nouveau-Brunswick ont pignon sur rue à Bathurst. Ces bureaux desservent très souvent tout le nord-est de la province.
Du côté commercial, la ville étant le centre économique du nord-est, la plupart des grands magasins canadiens ont leur place. De Wal-Mart à Zellers, en passant par Sears et Atlantic Superstore, la ville est bien pourvue. Deux centres commerciaux, le Supermall et la Place Bathurst, des rues commerciales (dont la rue St.Peter et la rue Main) desservent toute la région et emploient la population locale. Deux des trois succursales de la Caisse populaire Chaleur sont situées en ville, dont le siège-social, l'autre étant située à Allardville; la caisse fait partie d'UNI Coopération financière.
Du côté touristique, les hôtels et restaurants de Bathurst emploient de nombreuses personnes, accueillant les touristes qui s'arrêtent dans la région Chaleur.
Entreprise Chaleur est un organisme basé à Bathurst faisant partie du Réseau Entreprise ayant la responsabilité du développement économique de la région. La cité compte un centre d'affaires de la Banque de développement du Canada. Bathurst est aussi le siège de la CBDC Chaleur.

## Administration

### Conseil municipal

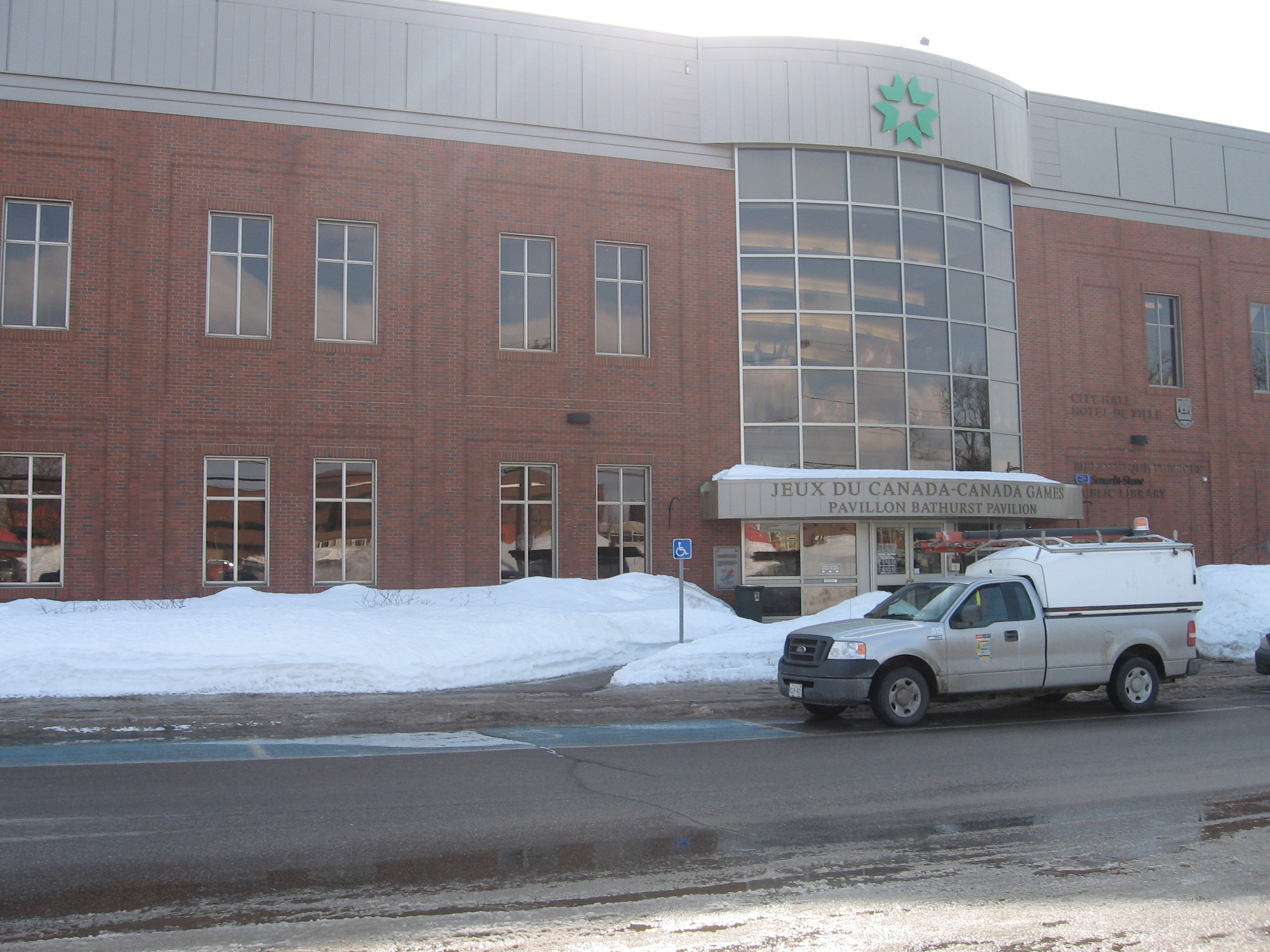
Pavillon des Jeux du Canada, abritant l'hôtel de ville et la bibliothèque.

Bathurst est le chef-lieu du comté de Gloucester depuis sa création en 1826. Malgré la dissolution des gouvernements de comté en 1966, la cité a conservé une importance administrative.
Le conseil municipal est formé d'un maire et de huit conseillers.
Le conseil municipal actuel est élu lors de l'élection quadriennale du 10 mai 2021.
| Mandat      | Fonctions   | Nom(s) |
| ----------- | ----------- | --- |
| 2016 - 2020 | Maire       | Paolo Fongemie |
| 2016 - 2020 | Conseillers | Penny Anderson, Kim Chamberlain, Bernard Cormier, Samuel Daigle, Ricky Hondas, Katherine Lanteigne et Lee Stever. |

### Représentation

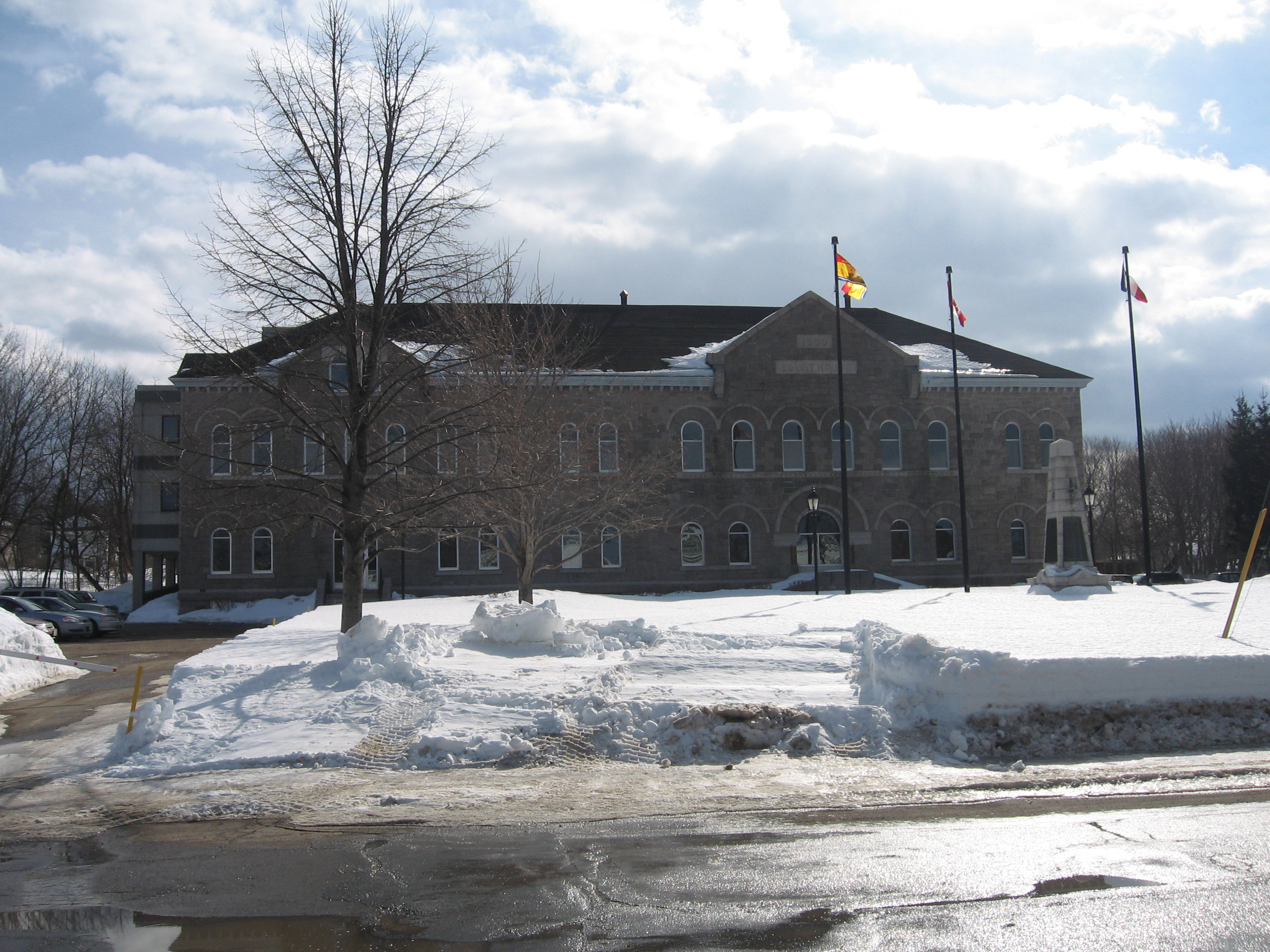
Palais de justice de Bathurst.

Bathurst est membre de l'Association francophone des municipalités du Nouveau-Brunswick.
 Nouveau-Brunswick: Bathurst est représenté à l'Assemblée législative du Nouveau-Brunswick par deux députés.
|                          | Député        | Parti         |
| Bathurst                 | René Legacy   | Parti libéral |
| Hautes-Terres-Nepisiguit | Luc Robichaud | Parti libéral |

 Canada: Bathurst fait partie de la circonscription d'Acadie—Bathurst. Cette circonscription est représentée à la Chambre des communes du Canada par Serge Cormier, du Parti libéral.

## Vivre à Bathurst

### Éducation

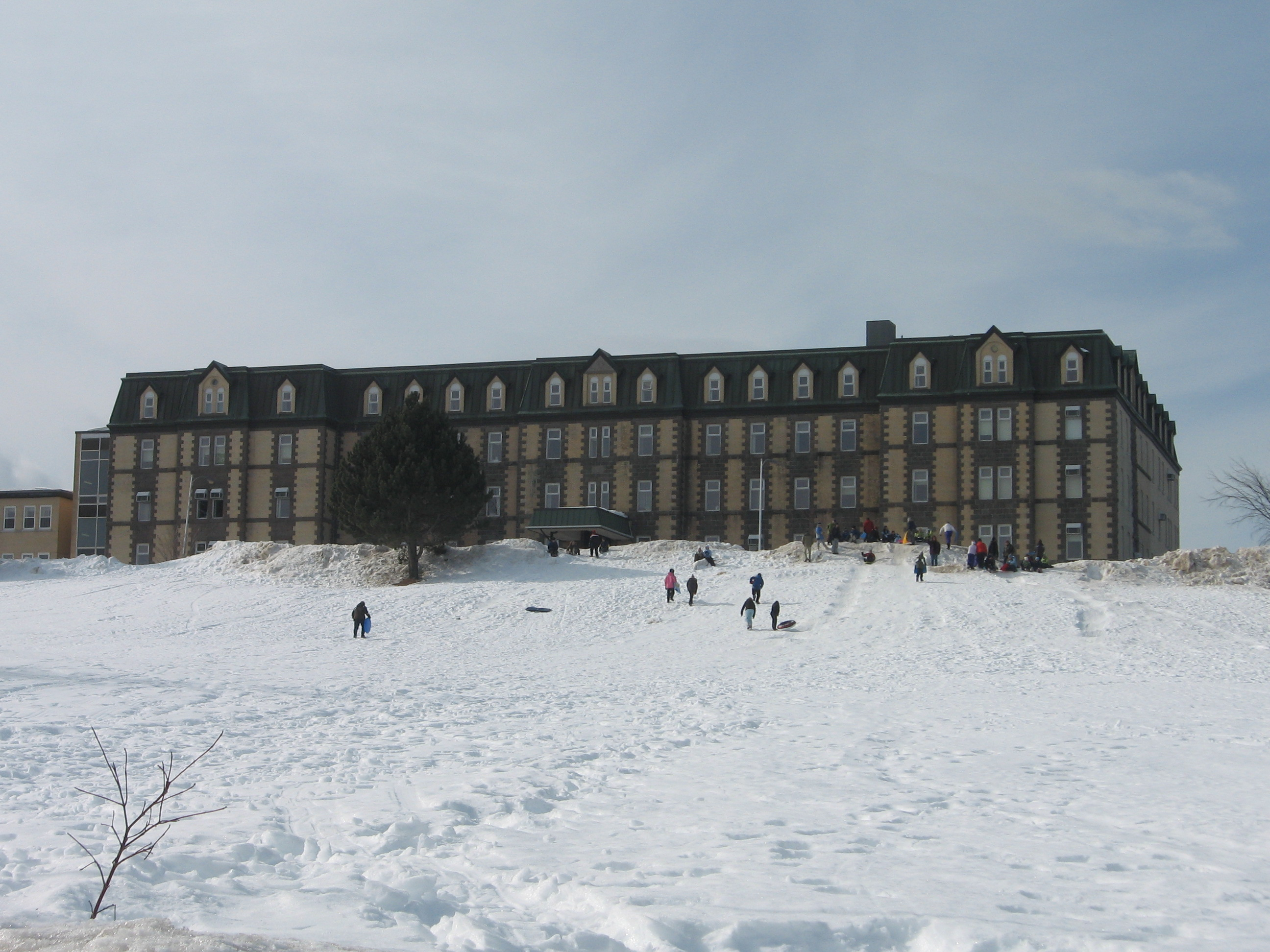
CCNB Bathurst.

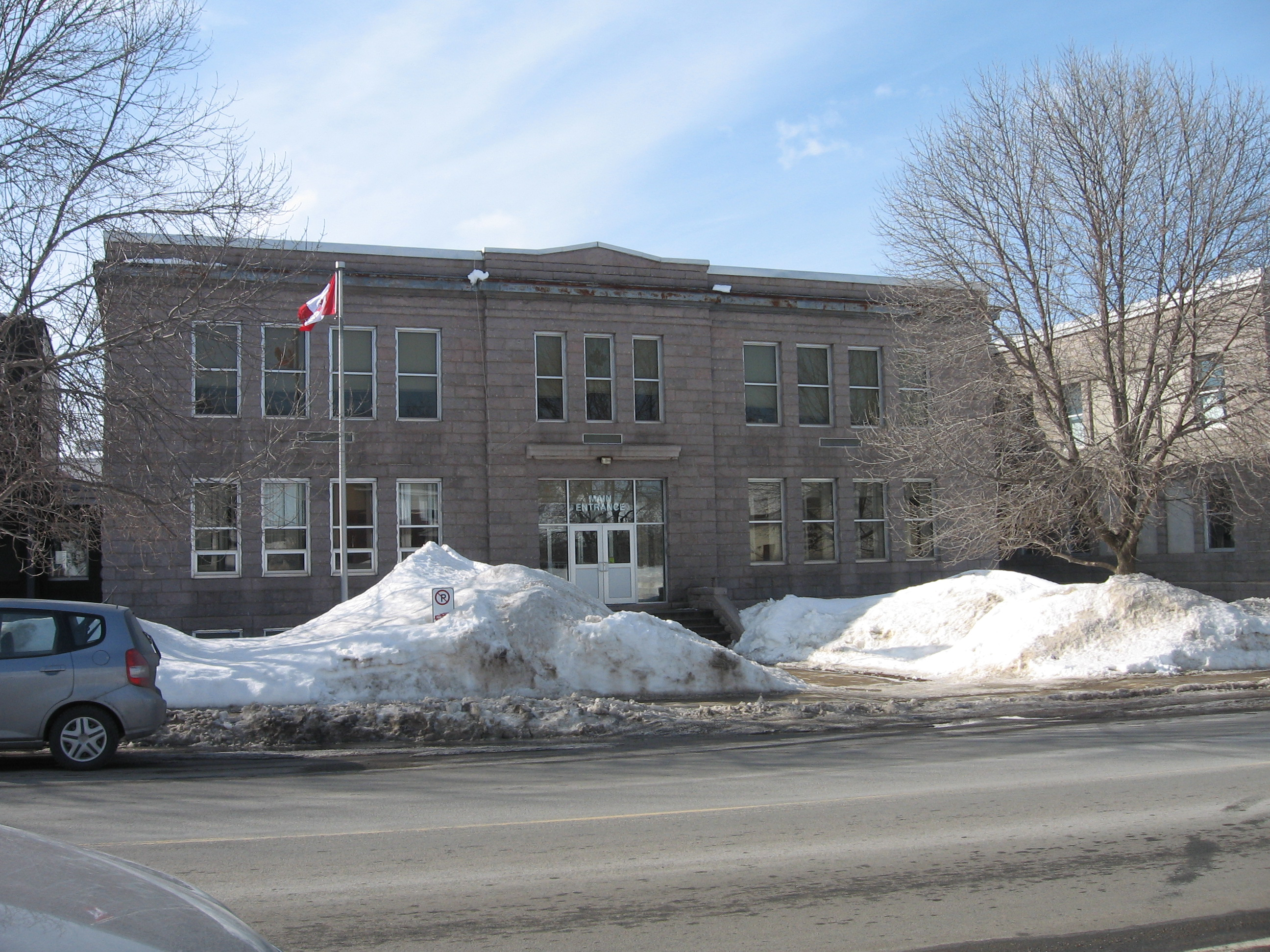
Bathurst High School.

- Le campus Bathurst du CCNB est un collège d'enseignement post-secondaire. Il est un peu l'équivalent d'un mélange de Cégep de d'école professionnelle du Québec. Il offre une trentaine de programmes dans 2 campus, l'un sur la rue du Collège et l'autre sur la Promenade Youghall. Dans ses locaux le CCNB accueille aussi l'Université de Moncton et le programme de formation en soins infirmiers.

District Scolaire Francophone (sous-district 4 du district scolaire Francophone Nord-Est)
- École Secondaire Népisiguit (ESN): École secondaire française accueillant la population francophone de la région Chaleur. L'École compte 1200 élèves de la 9e à la 12e année. Elle est reconnue pour son grand succès dans les sports et les arts.
- École Académie Assomption : Accueille les élèves de la maternelle à la 5e année. La construction de cette école s'est terminée en 1944[99].
- Cité de l'Amitié : Ouverte en 1994, cette école accueille les élèves de la maternelle à la 5e année[100].
- Place des Jeunes : ouverte en janvier 1985, c'est l'école secondaire de premier cycle de Bathurst (6e à la 8e année). On y retrouvait auparavant la 9e année, mais en 1995 les élèves de la 9e ont été transférés à ESN. Près de 300 élèves y étudient[101].

District scolaire anglophone (district 15)
- Bathurst High School : école secondaire anglaise accueillant la population anglophone de la région chaleur. La population étudiante de l'école est nettement plus petite que chez son homologue française et son succès est moindre au niveau sportif et artistique. Les résultats scolaires chez Bathurst High sont toutefois meilleurs qu'à l'École Secondaire Népisiguit.
- Parkwood Elementary School : accueille les élèves de la maternelle à la 5e année.
- Terry Fox Elementary School : a ouvert ses portes le 6 septembre 2006. Accueille les élèves de la maternelle à la 5e année[102].
- Superior Middle School : le High school de premier cycle des anglophones de Bathurst. De la 6e à la 8e année[103].

### Soins de santé

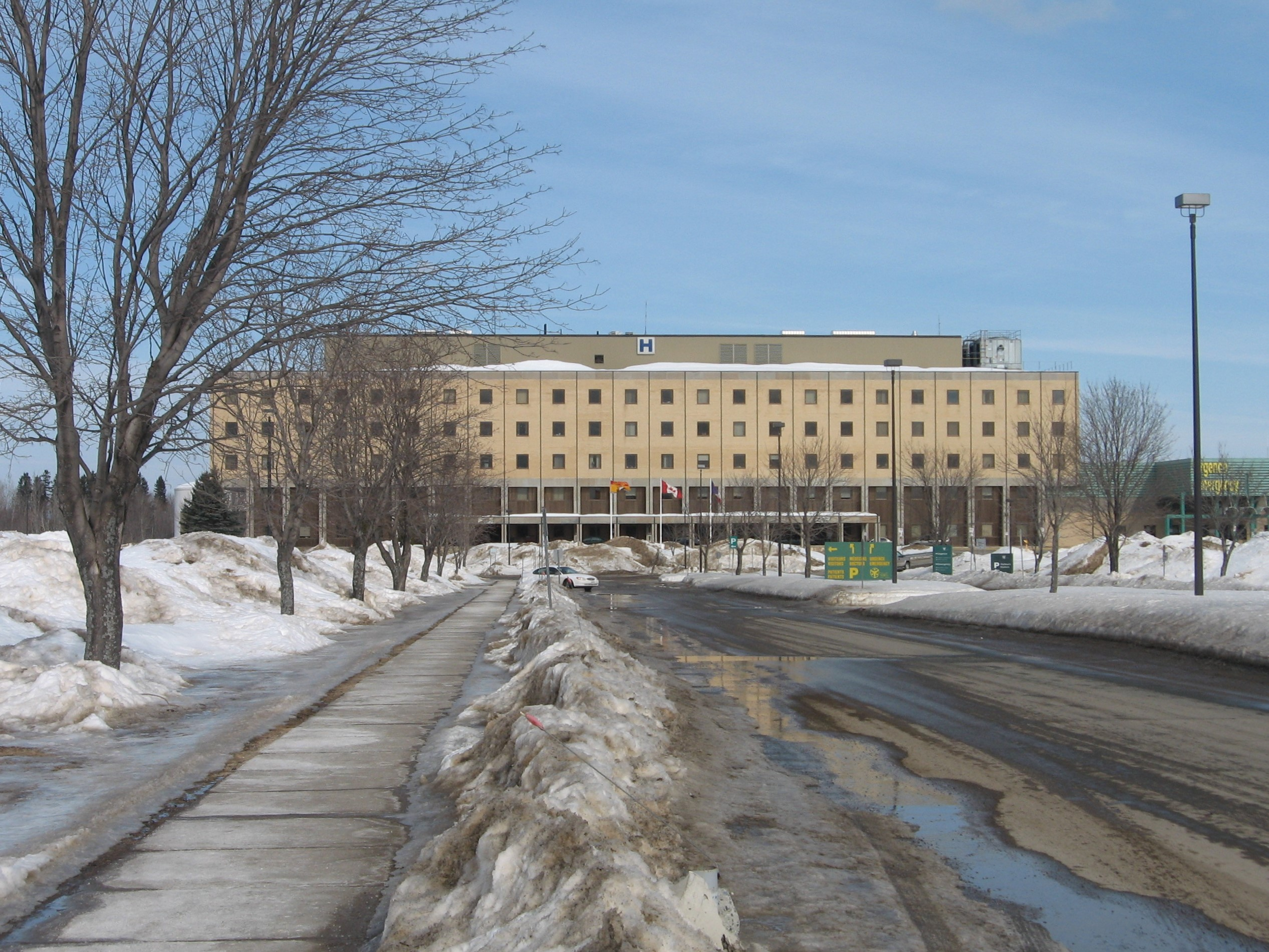
Hôpital régional Chaleur.

Bathurst est le siège du Réseau de santé Vitalité, qui regroupe tous les hôpitaux des régions francophones de la province. Bathurst étant la ville-centre du nord-est de la province, elle dispose d'un important centre hospitalier, l'Hôpital régional Chaleur. L'établissement dispose de 215 lits et de 70 médecins. Les urgences sont ouvertes 24h/24h, le centre donne des soins primaires et spécialisés, la médecine générale, soins palliatifs, soins intensifs, soins de longue durée et soins de réadaptation. Des services 24 heures sont également offerts dans les domaines suivants : radiographie générale, fluoroscopie, tomodensitométrie, laboratoire, électrodiagnostic et thérapie respiratoire.
Bathurst possède aussi un poste d'Ambulance Nouveau-Brunswick ainsi que deux foyer de soins agréés, soit la Robert I. Knowles Veterans Unit - Villa Chaleur et le foyer Notre-Dame-de-Lourdes.

### Sécurité publique

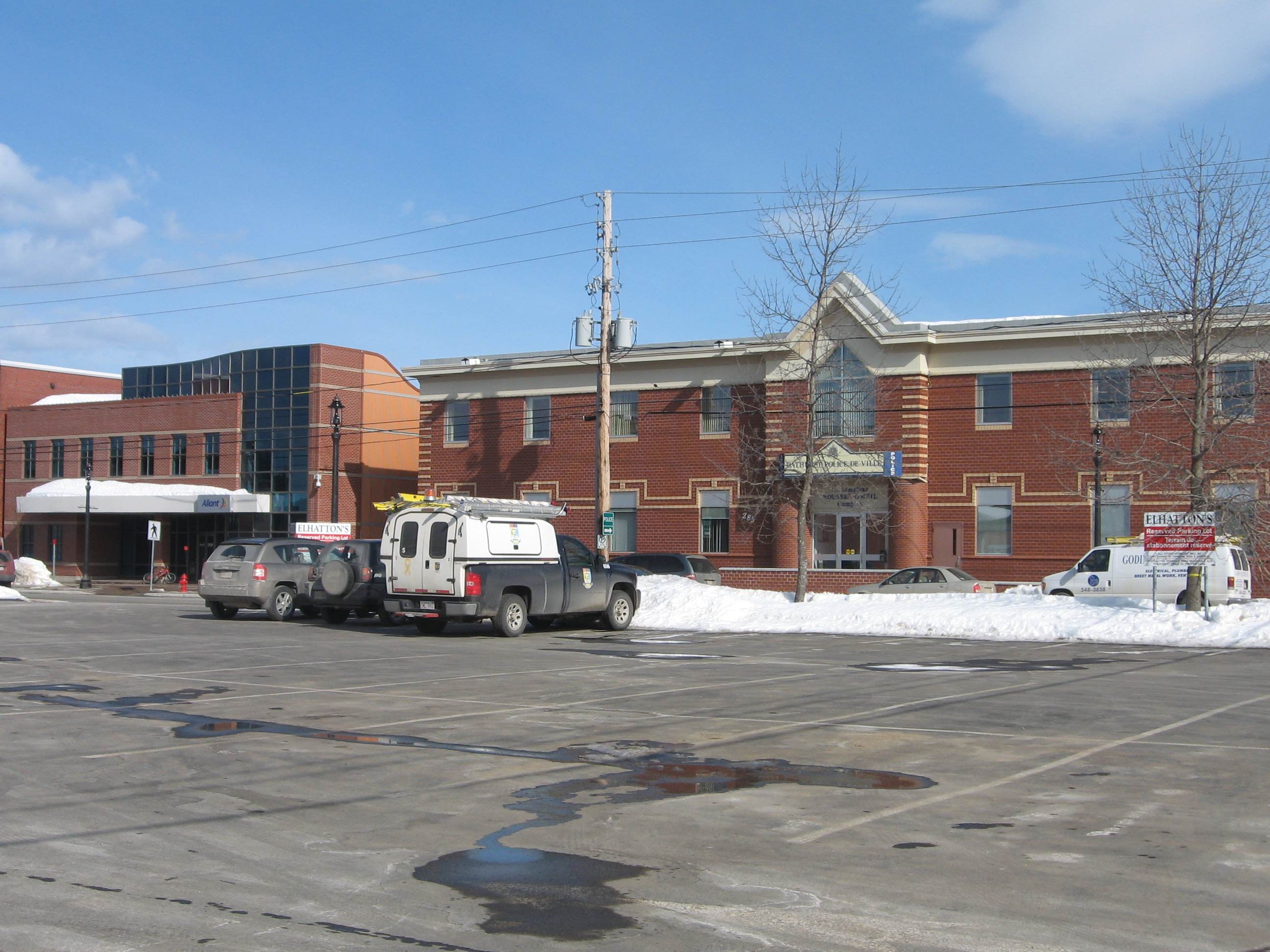
Poste de Police de Bathurst.

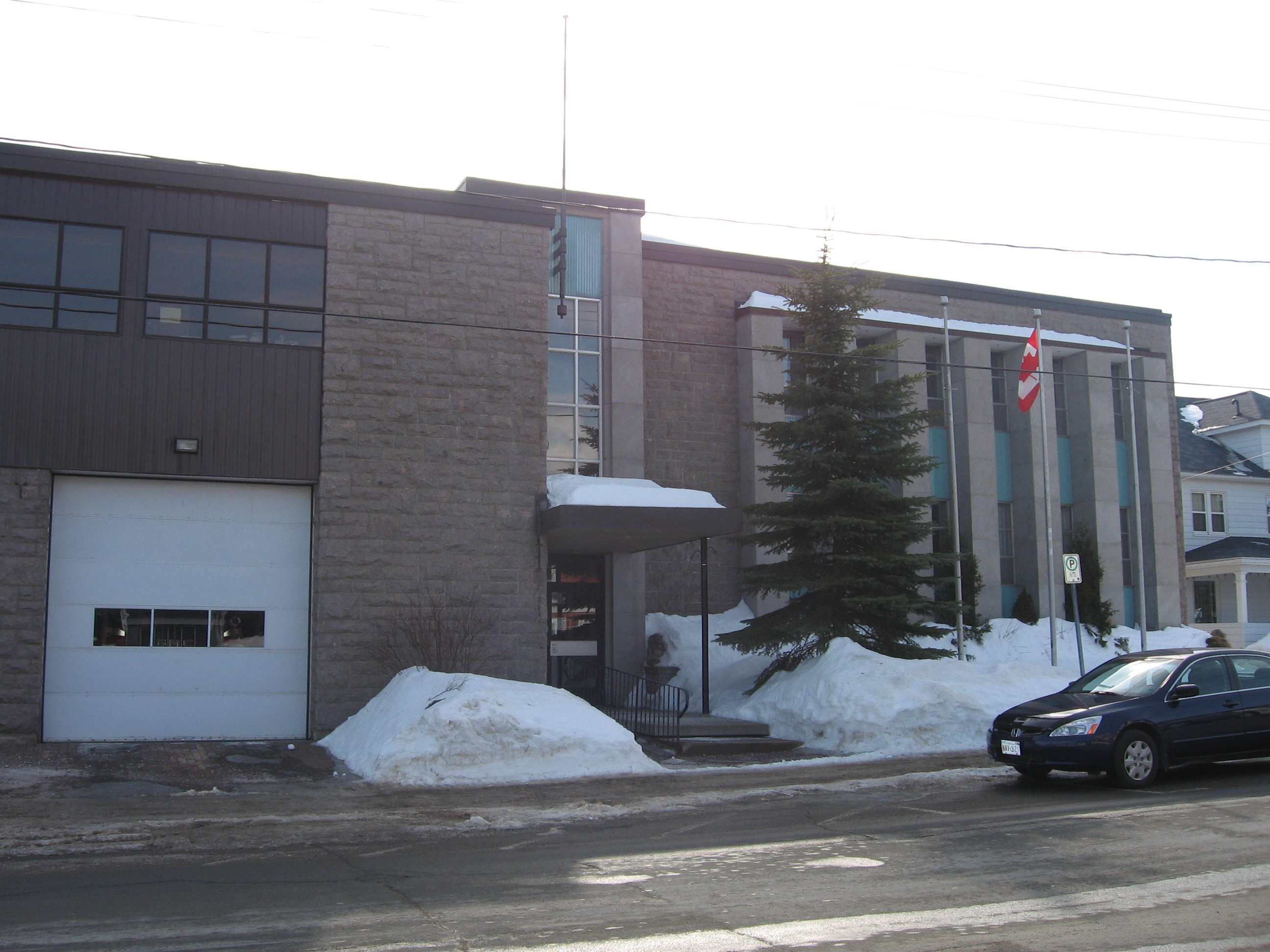
Caserne de pompier du centre-ville.

La Police de la Ville de Bathurst assure la sécurité publique dans la ville. Plusieurs services comme Parents-secours, Échec au crime, un centre des jeunes et la surveillance de voisinage sont parrainés par la police. Des policiers visitent aussi les écoles afin de commencer la prévention du crime à un bas âge. Le poste de police se situe au 285 rue King, au centre-ville. Bathurst peut aussi compter sur un poste de la Gendarmerie royale du Canada (GRC) au 900 boul. Vanier. Il dépend du district 9, dont le bureau principal est situé à Campbellton. La GRC s'occupe d'enquêter sur les crimes majeurs. Tout comme la police municipale, la GRC fait des visites dans les écoles pour faire de la prévention. Le poste de Bathurst dessert également tous les districts de services locaux de la région Chaleur.
Le service d'incendies de Bathurst existe depuis 1916 et s'appelait à l'origine Service d’incendie Keystone. Il compte deux casernes d'incendies, l'une au centre-ville dans l'ancien hôtel de ville, et l'autre sur le chemin Vanier dans l'ouest de la ville. Le service dispose de 6 camions et de deux bateaux.

### Médias
Les francophones bénéficient du quotidien L'Acadie nouvelle, publié à Caraquet, ainsi qu'à l'hebdomadaire L'Étoile, de Dieppe. Ils ont aussi accès à l'hebdomadaire Hebdo Chaleur, publié à Bathurst. Les anglophones bénéficient des quotidiens Telegraph-Journal, publié à Saint-Jean ainsi que de l'hebdomadaire Northern Light, de Bathurst.
Bathurst a déjà eu d'autres publications au cours de son histoire, soit le Northern Light (1863), Le Courrier des provinces maritimes (1885-1903), The Gloucester Northern Light (1913-1951), L'Écho du Sacré-Cœur (1935-1969), The Northern Light (1951), The Bathurst Tribune (1971-1973), L'Acayen (1972-1976), The Tribune (1973-1978) et Le Point (1978-1983). Le Point fut fusionné au journal Le Voilier de Caraquet en 1983 pour former Le Voilier/Le Point, qui fut publié jusqu'en 1988.
Stations radiophoniques
- CKLE 92,9FM : Station francophone, musique variée
- Max 104,9 FM: station anglophone, musique variée

### Religion
Bathurst est le siège du diocèse de Bathurst. Le principal lieu de culte de la ville est la cathédrale du Sacré-Cœur.
L'église St. George's est le siège de la paroisse anglicane de Bathurst.
Lévi Noël est un prêtre pédophile de Bathurst, objet du documentaire Le Silence, réalisé par Renée Blanchar,.

### Sports

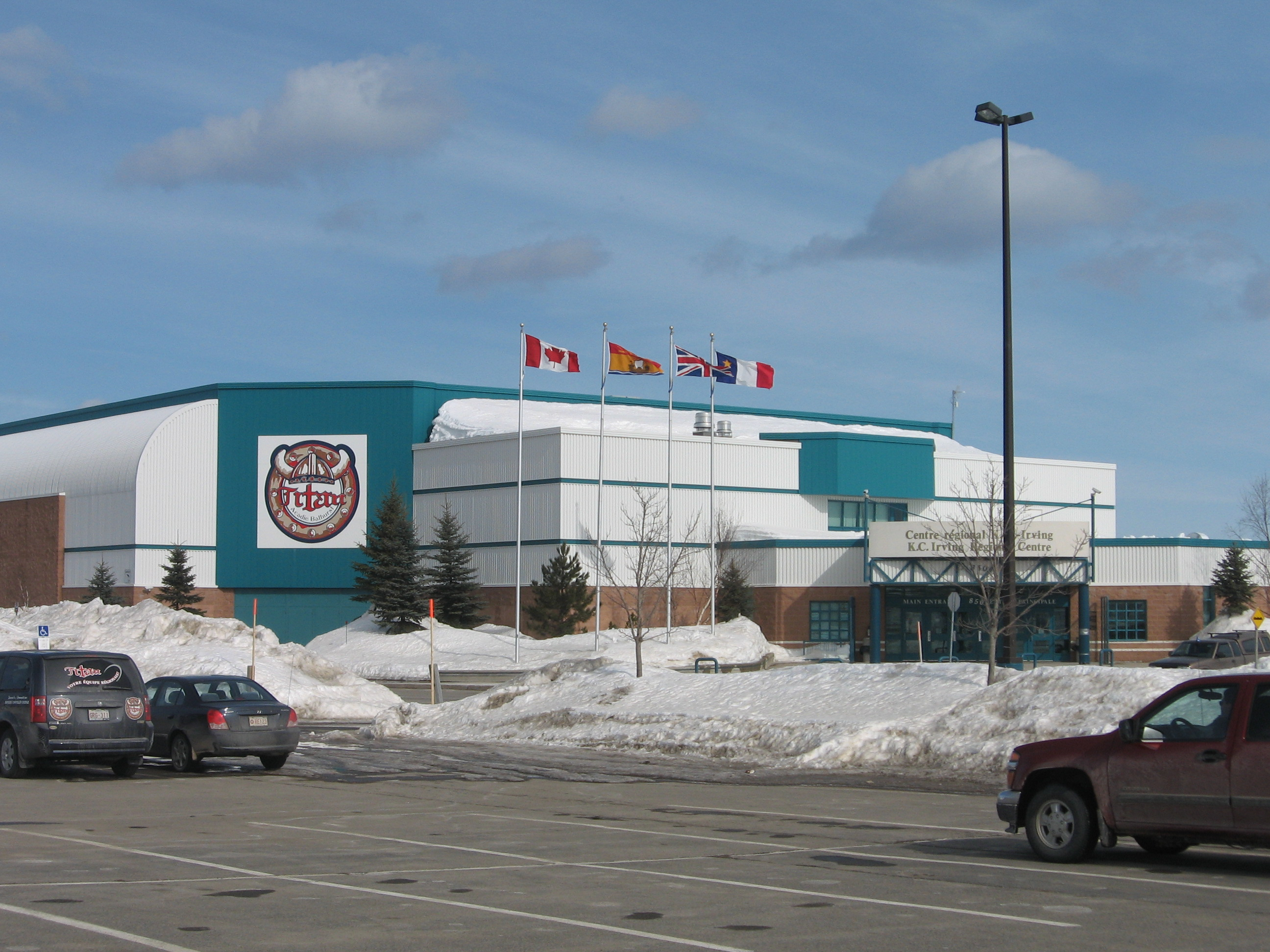
Centre régional K.C. Irving.

Le Centre régional K.C. Irving est sans contredit l'infrastructure sportive la plus importante de la ville. Avec ses 3 524 places, il accueille tout d'abord une équipe de hockey sur glace le Titan d'Acadie-Bathurst, de la Ligue de hockey junior Maritimes Québec. Le centre est aussi l'hôte des nombreux spectacles et événements. Une deuxième patinoire est disponible dans le Centre pour les équipes de calibre mineur. Le Pavillon des Jeux du Canada, construit pour les Jeux de 2003, abrite en plus de l'Hôtel de ville, un gymnase pour diverses utilisations. Le Centre Aquatique de Bathurst, sur la rue King, tout près du Bathurst High School offre en plus de la piscine, une glissade d'eau de 50 pieds, un grand bain tourbillon et une corde Tarzan. Le Club de curling de Bathurst sur la rue St. Andrew est disponible autant en hiver qu'en été. Le Parc Coronation possède 4 terrains de baseball, 1 terrain de soccer/football, 2 courts de tennis éclairés, récents équipements de terrains de jeux, surface de jeux nouveau terrain de jeu à surface caoutchoutée. De nombreuses améliorations sont prévus sur le site, dot l'ajout de terrain de volleyball de plage, d'un terrain de basketball et d'un sentier de marche. La Plage Youghall est plage d'eau salée surveillée, planche à voile, volleyball de plage ou simple bronzage, excursions de bateau, restaurant de la marina, casse-croûte sur la plage, vestiaires, amphithéâtre extérieur pour divers spectacles et sentier pédestre. Parmi les autres installations nous retrouvons (exception faite de ceux nommés plus haut) : 5 terrains de baseball, 2 terrains de soccer ('foot'), 2 terrains extérieurs de basketball, 8 courts de tennis (5 à l'école Place-des-Jeunes, 1 au Parc Grove Hill et 2 au Parc Centennial. À l'arrière de l'école Secondaire Népisiguit (ESN), on retrouve une piste d'athlétisme. On retrouve aussi 2 terrains de golf sur le territoire de la ville.
source : Ville de Bathurst
- La ville a été l'hôte, avec Dalhousie et Campbellton, de la Xe édition des Jeux du Canada d'hiver 2003, en février 2003. Plus de 3200 athlètes ont participé aux 21 sports inscrits au programme.
- La ville a aussi accueilli les Jeux de l'Acadie à deux reprises, soit en 1988 et en 1999.
- La région est aussi un haut lieu pour la motoneige. de nombreux circuits passent à Bathurst et les hôtels et auberges sont souvent adaptés pour recevoir ces touristes.
- Il est aussi possible de pratiquer du ski de randonnée en accédant au chalet sportif de Bathurst sur le chemin du Golf. Pas moins de 4 sentiers pour un total de 23 km sont aménagés. Un casse-croute, une pente de glissade et une patinoire sont aussi aménagés.
- Sur la rivière Népisiguit, il est aussi possible de pratique la pêche au saumon. Sur les 128 km de la rivière, les touristes et pêcheurs peuvent pratiquer ce sport.
- La forêt abondante de la région se prête bien aussi à la chasse. Celle de la chasse à l'ours noir notamment. La pourvoirie Alta's Outfitters organise de expéditions au printemps et à l'automne.
- Durant l'été le chalet sportif de Bathurst est le lieu de départ de la piste de vélo de montagne. La piste forme une boucle.

Bathurst compte deux terrains de golf. Le golf Gowan Brae, construit sur un site où les colons s'étaient établis, est un terrain de 18 trous et de 6 700 verges est considéré comme l'un des 100 meilleurs au Canada.

### Parcs, jardins et cimetières
Bathurst compte presque 20 parcs, dont voici les principaux:
- Parc Coronation
- Parc Richelieu

La réserve naturelle de la pointe Daly : Créée en 1989, la réserve naturelle a une superficie de 100 acres. Plusieurs espèces fauniques et florales se partagent ces hautes terres et marais salés. Quelques sentiers sillonnent la réserve nature. Des panneaux d'interprétation agrémentent le parcours des visiteurs. De plus c'est un des seuls endroits au monde où on peut observer le satyre fauve des Maritimes, un papillon qui vit exclusivement dans des marais salés.
- Parc de la plage Youghall et marina : plage surveillée d'eau salée. Des vestiaires, un casse-croûte, sentier pédestre, sports aquatiques, volleyball et amphithéâtre sont sur le site. Tous les jeudis des spectacles se tiennent à l'amphithéâtre. À la marina, en plus des excursions de bateaux, on retrouve un restaurant[115].
- Chutes Tetagouche : Sur la route 180, quelques minutes au nord du centre-ville, les chutes sont un endroit calme et romantique. La beauté et la puissance des chutes combiné à l'aire de pique-nique accueille bien des visiteurs.

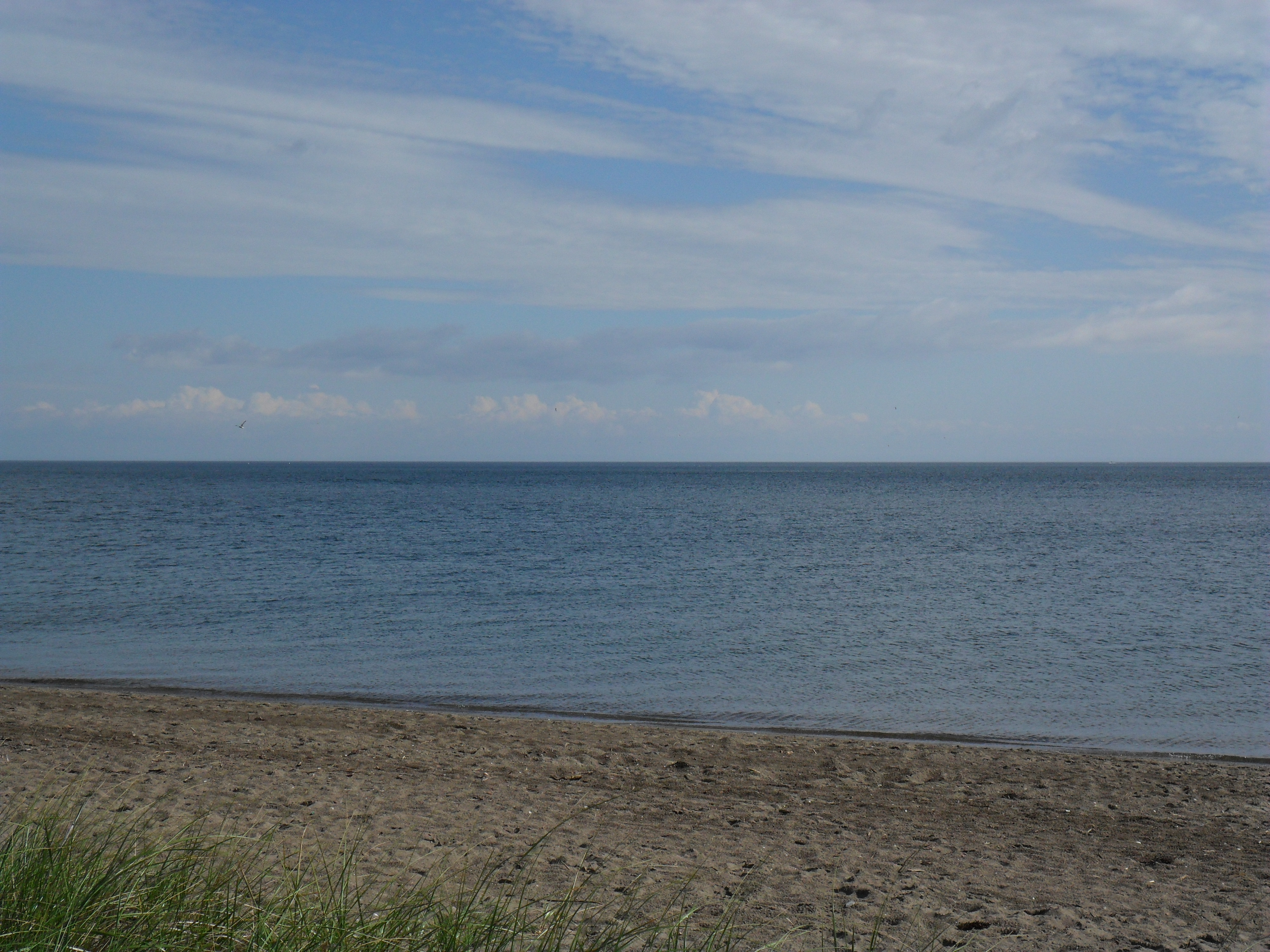
Plage Youghall de Bathurst.

### Autres services publics
Bathurst compte un bureau régional d'Énergie NB. Il y a aussi un bureau de poste et un comptoir postal.

## Culture

### Personnalités

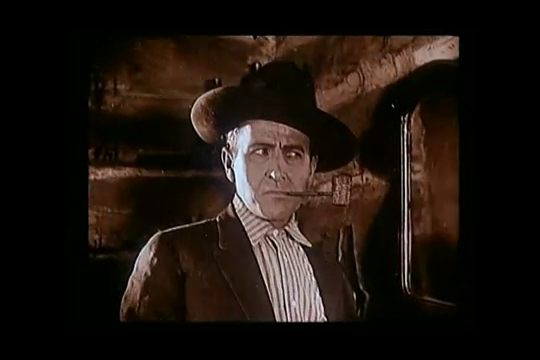
Sam De Grasse dans La Fille des monts (1919).

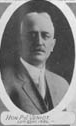
Peter Veniot.

- David Branch (né en 1948) : Commissionnaire de la Ligue canadienne de hockey;
- Kennedy Francis Burns (1842 - 1895), homme d'affaires et politicien, décédé à Bathurst;
- Roger Clinch (1947-), administrateur et homme politique, né à Bathurst;
- Phil Daigle (1969-) joueur professionnel canadien de hockey sur glace ;
- Joe De Grasse (1873-1940) : réalisateur à Hollywood;
- Sam De Grasse (1875-1953) : acteur à Hollywood;
- Albert Doucet (1942-) : homme politique
- Lyse Doucet (née en 1958) : journaliste de la BBC;
- James Hamet Dunn : industriel, financier, banquier;
- Melynda Jarratt, historienne spécialiste des veuves de guerre, née à Bathurst ;
- Joseph Bennet Hachey (1877-1953), marchand et homme politique;
- Brian Kenny, actuel député de Bathurst à l'Assemblée législative du Nouveau-Brunswick et ministre, né à Bathurst;
- Daniel James Macdonnell (1843-1896), administrateur scolaire, instituteur et prêtre, né à Bathurst;
- Hugh Munro (1764-1846), juge, homme d'affaires, juge de paix, homme politique, fermier et agent immobilier, mort à Bathurst;
- Kevin Munroe : réalisateur du film TMNT : Les Tortues Ninja ;
- Martin Pître (1963-1998) : écrivain et journaliste;
- Donat Robichaud (Shippagan, 1925 - Bathurst, 2009), prêtre, historien et généalogiste;
- Hédard Robichaud (1911-1999), homme politique, décédé à Bathurst;
- Natasha Saint-Pier (née en 1981) : chanteuse;
- Alfred Corbett Smith (1841-1909), médecin, surintendant médical et léprologue, né à Bathurst;
- Louise Vautour, musicienne, née à Bathurst;
- Peter Veniot (1863 - 1926), homme politique, décédé à Bathurst
- La Famille LeBlanc, groupe de musique traditionnelle

### Architecture et monuments
L'Académie Assomption est remarquable par son architecture moderne des années 1940 (ouvert en 1944). De forme rectangulaire, sa construction est un mélange de béton, de pierres et de briques. Le concepteur de l'édifice est Louis Fecteau qui a aussi conçu l'église de Grande-Anse. Cette école a bien sûr été ouverte dans le but de promouvoir l'enseignement catholique français, pour les élèves du primaire et du secondaire. L'école a été transférée au gouvernement provincial en 1968.

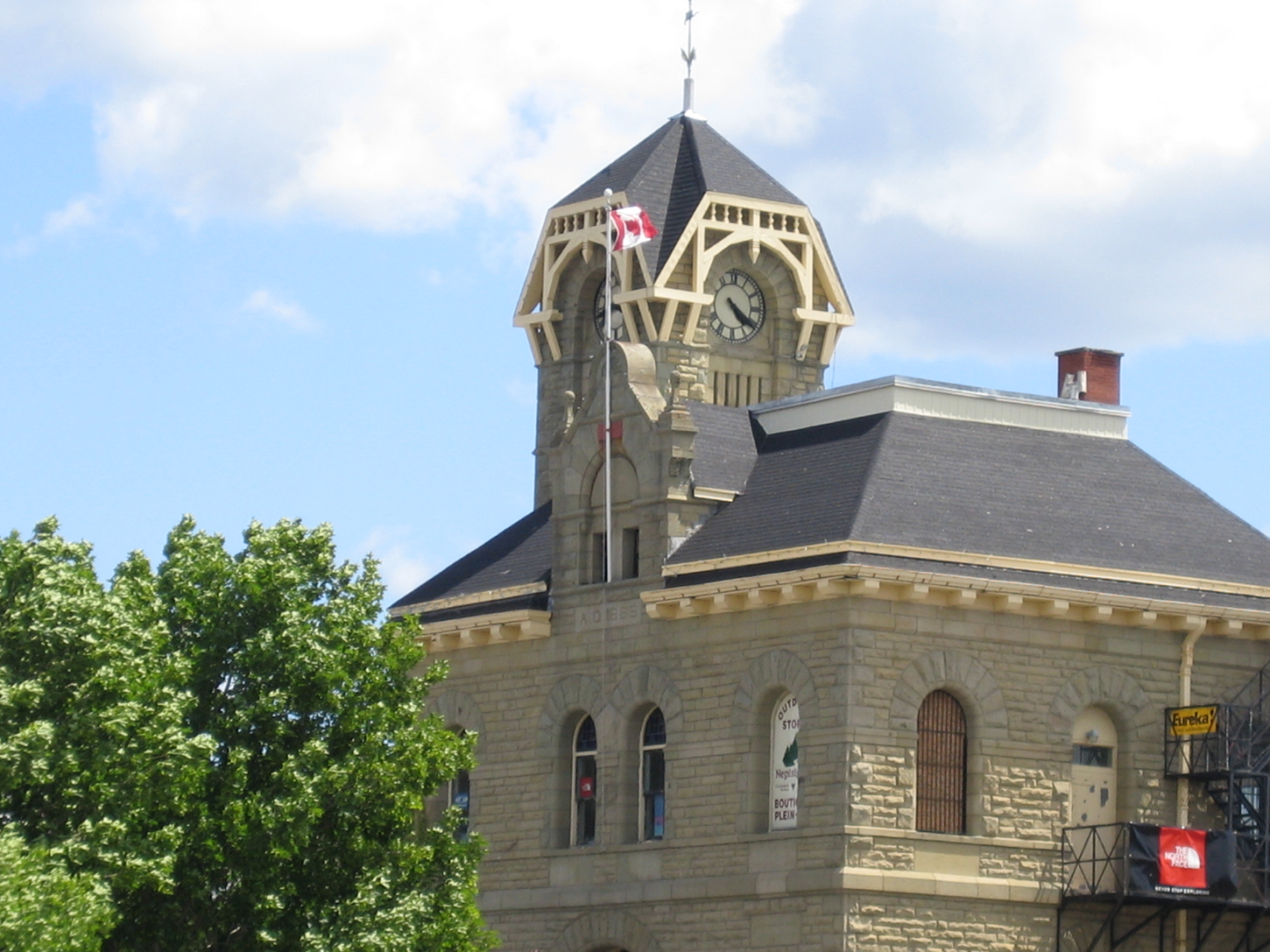
Ancien bureau de poste.

L'ancien bureau de poste et des douanes est un site historique provincial situé en plein cœur du centre-ville, sur la rue Main. Il est le parfait exemple des bureaux de poste construits dans les petites villes dans les années 1880. Celui-ci a été construit en 1885. L'entrepreneur était le hullois John Black. Son apparence gothique en fait un des plus grands lieux historiques de Bathurst. Ses caractéristiques architecturales suivantes font sa renommée : les façades recouvertes de pierre à parement brut, à l'exception de la façade sud qui est recouverte de briques rouges, fenêtres voutées, le campanile ou tour à horloge électrifiée et illuminée sur ses quatre faces et construit de pierres transportées par goélette de Grande-Anse.
La cloche de l'ancien bureau de poste : Cette cloche est installée dans un mini clocher construit par des bénévoles de NB Tel (Aliant aujourd'hui). De plus tout près de cette cloche, des visiteurs de Normandie ont planté un arbre en 1986 en mémoire des soldats canadiens qui ont combattu dans cette région lors de la 2e Guerre mondiale.
La cathédrale du Sacré-Cœur de Bathurst est une église construite en 1886.
Le Causeway : Créé il y a plus de 20 ans, le Causeway est un parc dans lequel on retrouve une croix celtique érigée en l'honneur des colonisateurs irlandais.
Le cénotaphe du parc Coronation : Ce monument situé sur la rue Douglas a été érigé en mémoire des soldats de la région morts lors de la 2e Guerre mondiale. Tous leurs noms y sont indiqués.
Le cimetière Anglican Saint-George : Ouvert en 1932, le cimetière est en mesure de témoigner de l'histoire de la ville. Il est construit sur les terrains de la première église anglicane (1825). Celle-ci étant devenue trop petite, elle déménagea sur la rue King.
Le club de Curling de Bathurst : Construit en 1940 sur la rue St. Andrew, au centre-ville, le club de curling actuel est sur cet emplacement depuis 1909. L'édifice actuel fut construit pour remplacer le précédent qui avait brûlé. Son architecture est un carré à 2 étages, le toit est plat et la façade est symétrique.
L'église anglicane St. George's : Construit entre 1864 et 1873, l'édifice est fait de bois et est de style néogothique. Alors que John Medley était évêque, il préconisa un retour aux sources de l'Angleterre médiévale pour la construction d'églises. En 1959 on a entrepris de complètement rénover l'intérieur. Quelques détails architecturaux méritent l'attention : toit à deux versants, revêtement en bois, les fenêtres de forme trilobée, vitraux au clocher, la tour carrée du clocher et son toit en pyramide et les nombreux arcs trilobés et arcs en ogive.
L'hôpital Hôtel-Dieu : Construit en 1942 sur l'avenue Murray, il fut l'hôpital de Bathurst jusqu'à la construction de l'Hôpital Régional Chaleur. L'immeuble est aujourd'hui résidentiel. L'architecte est un sherbrookois, Louis-Napoléon Audet. L'architecture est de style moderniste avec des lignes harmonieuses. Noter que sur le terrain de l'hôpital se trouvait aussi la résidence de l'évêque. L'hôpital a longtemps été dirigé par les religieuses.
L'hôtel Gloucester est un édifice construit en 1922 par John P. Léger. Situé au coin des rues Main et Douglas il a longtemps été un hôtel de renom. De nombreux voyageurs et entrepreneurs y ont séjourné. Aujourd'hui le mur de brique ouest est d'origine. Sur ce mur on retrouve l'écriteau (Gloucester Hotel) peint directement sur le mur en briques. Aujourd'hui cet édifice se nomme Place Gloucester et abrite quelques commerces dont un populaire restaurant-bar.
Le monument dédié aux membres du Syndicat canadien des métallurgistes unis d’Amérique : Situé sur la rue Douglas, près du Musée du Patrimoine, il honore la mémoire des travailleurs de ce syndicat qui ont été blessés ou tués dans des accidents de travail. Il a été inauguré en avril 2001.
Le monument Nicolas Denys est situé au centre-ville, sur la rue Main. Ce monument de pierre a été érigé en 1926 par l’Ordre impérial des filles de l’Empire, en mémoire de cet ancien gouverneur de l'Acadie (en 1630).
Au Parc-marécage de la côte de Tetagouche se trouve une plaque, don de la Consolidated Bathurst Ltée en 1979.
La plaque de Gowan Brae : Lieu de la mission des Récollets et des Jésuites aux 17e et 18e siècles. Cet endroit a été nommé Pointe-aux-Pères en leur honneur. Une chapelle fut construite ici en 1620.
Le poste de traite Walker : Se trouvant à proximité de la plage Youghall, le poste de traite Walker est aujourd'hui disparu. C'est un site archéologique où se trouvait le campement de pêche, le chantier naval et le poste de traite. Nommé en l'honneur de George Walker, corsaire britannique du XVIIIe siècle, le site est sur une étroite bande de sable qui permettait une vue dégagée sur l'aire de mouillage, et sur la Baie des Chaleurs, ce qui en faisait un endroit parfait.

### Musées
- Le musée de la Guerre est situé sur la rue St. Peter dans l'édifice de la Légion. Il retrace le parcours des soldats de la région. Des armes, uniformes, des médailles, insignes et photos y sont exposés[126].
- Le musée du Patrimoine est situé dans l'édifice du Centenaire Népisiguit. À ce musée, dans un avenir pas si lointain, seront greffés un centre d'archives et un centre multifonctionnel. D'ici là, les visiteurs peuvent voir en exposition plusieurs objets relatant l'histoire de la ville[126].

### Salles de spectacle et bibliothèques
Bathurst dispose du Cinéma Appolo, un complexe de 5 salles présentant toutes les grandes productions américaines et quelquefois des films canadiens et étrangers. Ce cinéma présente la plupart du temps les films en version anglaise.
Deux salles de spectacles sont disponibles pour les artistes de passage dans la région. Tout d'abord, l'auditorium du Bathurst High School (BHS) et ses 717 places accueillent la plupart des spectacles de tournée. Il y a aussi l'auditorium de l'École Secondaire Népisiguit (ESN) avec ses 576 places.
La bibliothèque Smurfit-Stone est situé dans le Pavillon des Jeux du Canada (Hôtel de Ville). Cette infrastructure offre une vaste collection de livres dans les deux langues officielles, collection généalogique régionale, collection de microfilms des journaux régionaux depuis 1913, DVD et CD. Des activités telles que des lectures de contes pour les jeunes sont au programme. Elle occupe les locaux actuels depuis le 9 octobre 2003,.

### Festivals et événements
- Journées Hospitalité - Hospitality Days : Vers la fin juillet la ville de Bathurst s'anime et est le lieu de nombreux spectacles pour tous les goûts. De la musique rock, country et acadienne sont entre autres au menu. Des compétitions de golf et de volleyball sont aussi au menu. Des activités communautaires telles que des parties de bingo et de cartes sont aussi au programme du festival. Le clou du festival est par contre le feu d'artifice au centre-ville au bord de la baie[130].

Le Marché agricole de Bathurst est ouvert les samedis d'été. Situé sur la rue Munro tout juste à la sortie du centre-ville, on peut y acheter légumes, fruits, plantes, pâtisseries, boulangerie, livres de recettes, artisanat et autres.
Le marché agricole du centre-ville est situé sur la rue Main, dans l'édifice de l'ancien magasin W.J. Kent. Ouvert tous les samedis de l'année, c'est un important lieu de rencontre où on retrouve des légumes, de la viande et de l'artisanat.

### Langue
Selon la Loi sur les langues officielles, Bathurst est officiellement bilingue puisque c'est une obligation pour les cités, peu importe la proportion de francophones ou d'anglophones.

### Folklore
La principale légende de Bathurst est le vaisseau fantôme de la baie des Chaleurs.

### Gastronomie
C'est en 1995, au restaurant McDonald's de Bathurst, qu'est inventé le McFlurry. Ce dessert est popularisé dans le monde à partir de 1997.

### Bathurst dans la culture
Bathurst fait l'objet d'un poème dans le recueil de poésie La terre tressée, de Claude Le Bouthillier.

### Jumelages
Bathurst est jumelée depuis 1984 avec Saint-Aubin-sur-Mer, dans le Calvados, en France. Le 6 juin 1944, lors de la Bataille de Normandie, Saint-Aubin-sur-Mer fut la première ville libérée par le régiment North Shore, de Bathurst. Le square des Canadiens commémore les soldats morts ce jour-là sur la plage Juno.
En raison de leurs patrimoine acadien commun, Bathurst est aussi jumelée avec la ville de Houma, en Louisiane, aux États-Unis.

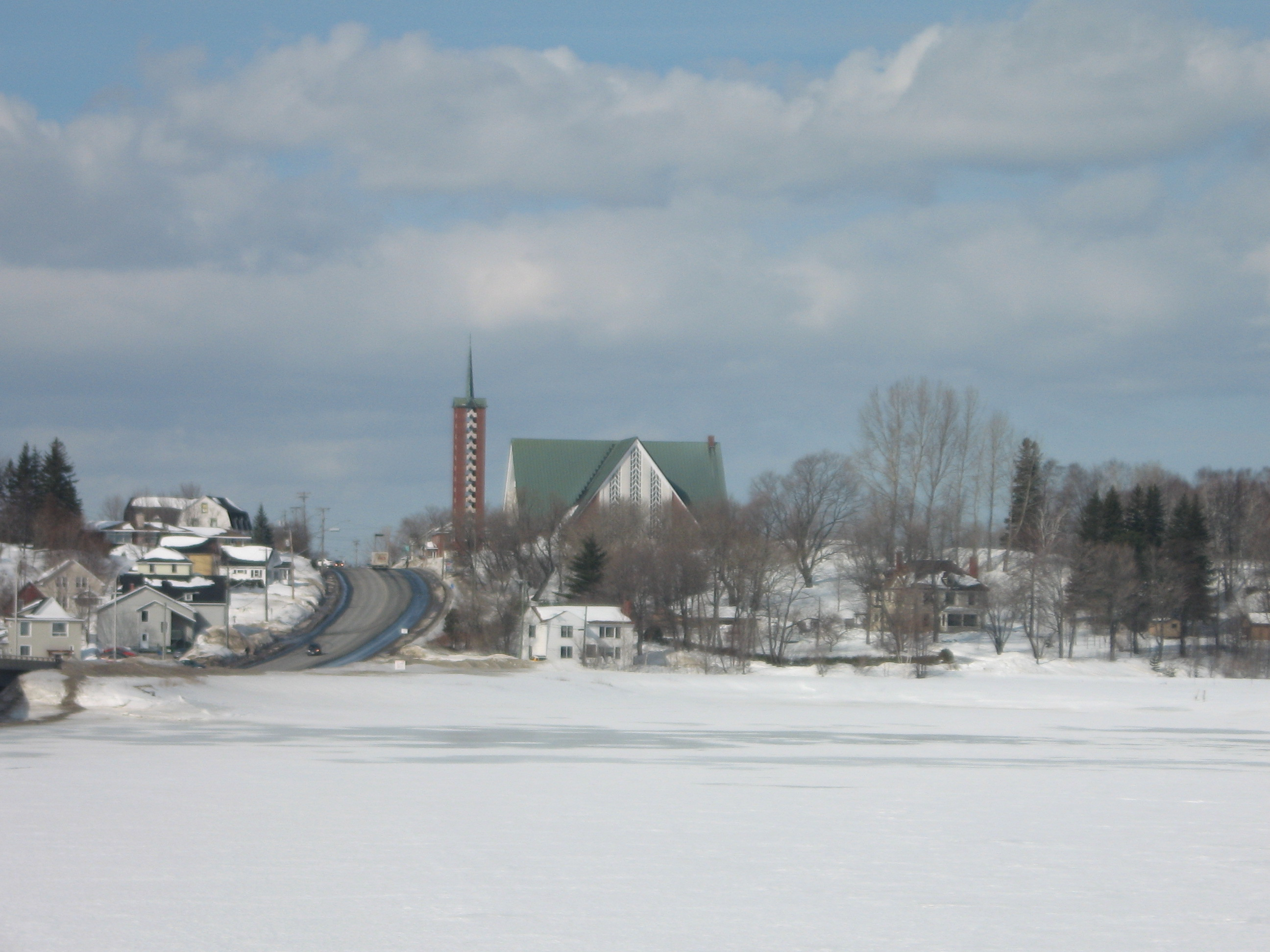
Église Sainte-Famille de Bathurst en hiver.
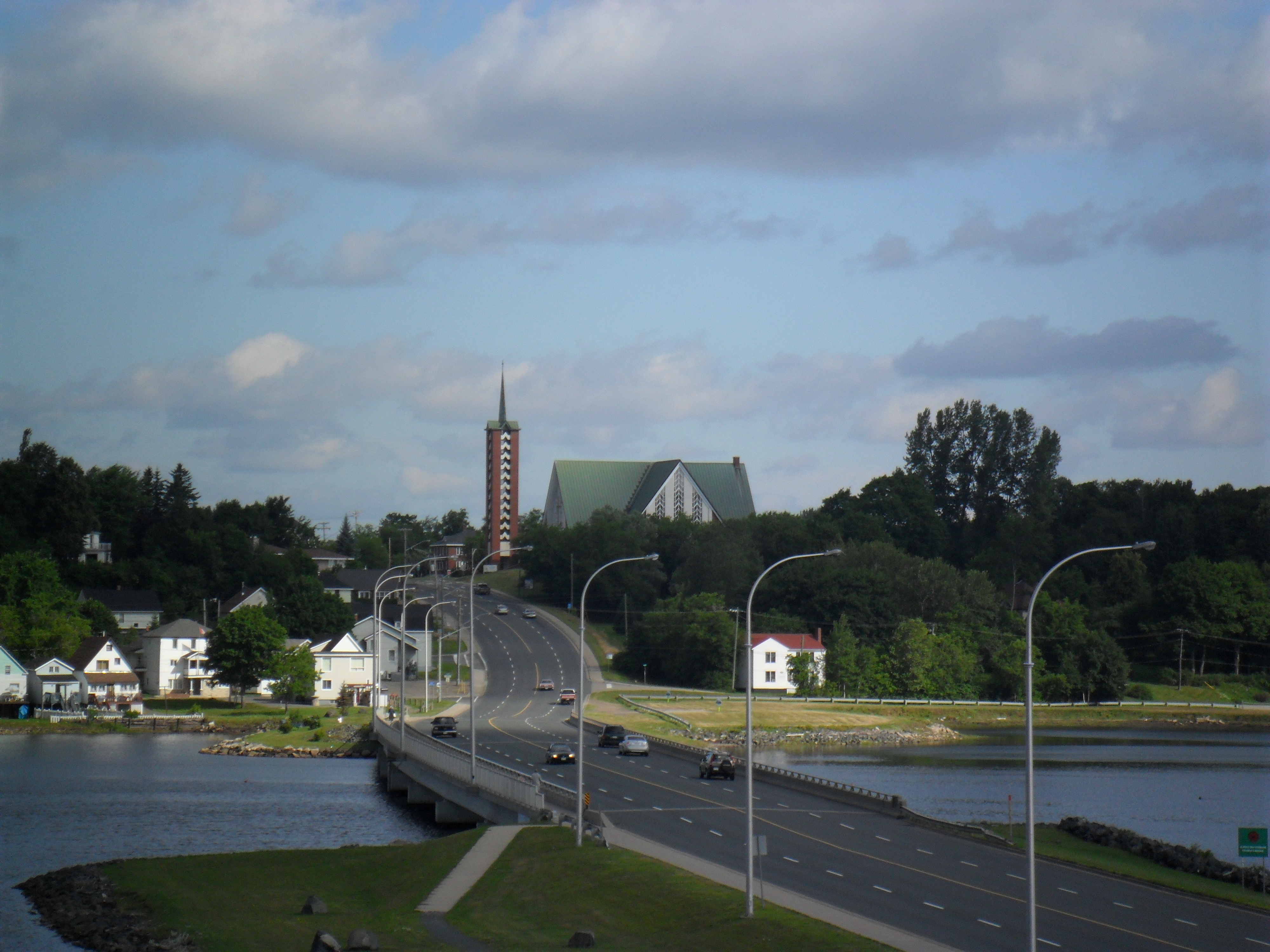
Église Sainte-Famille en été.
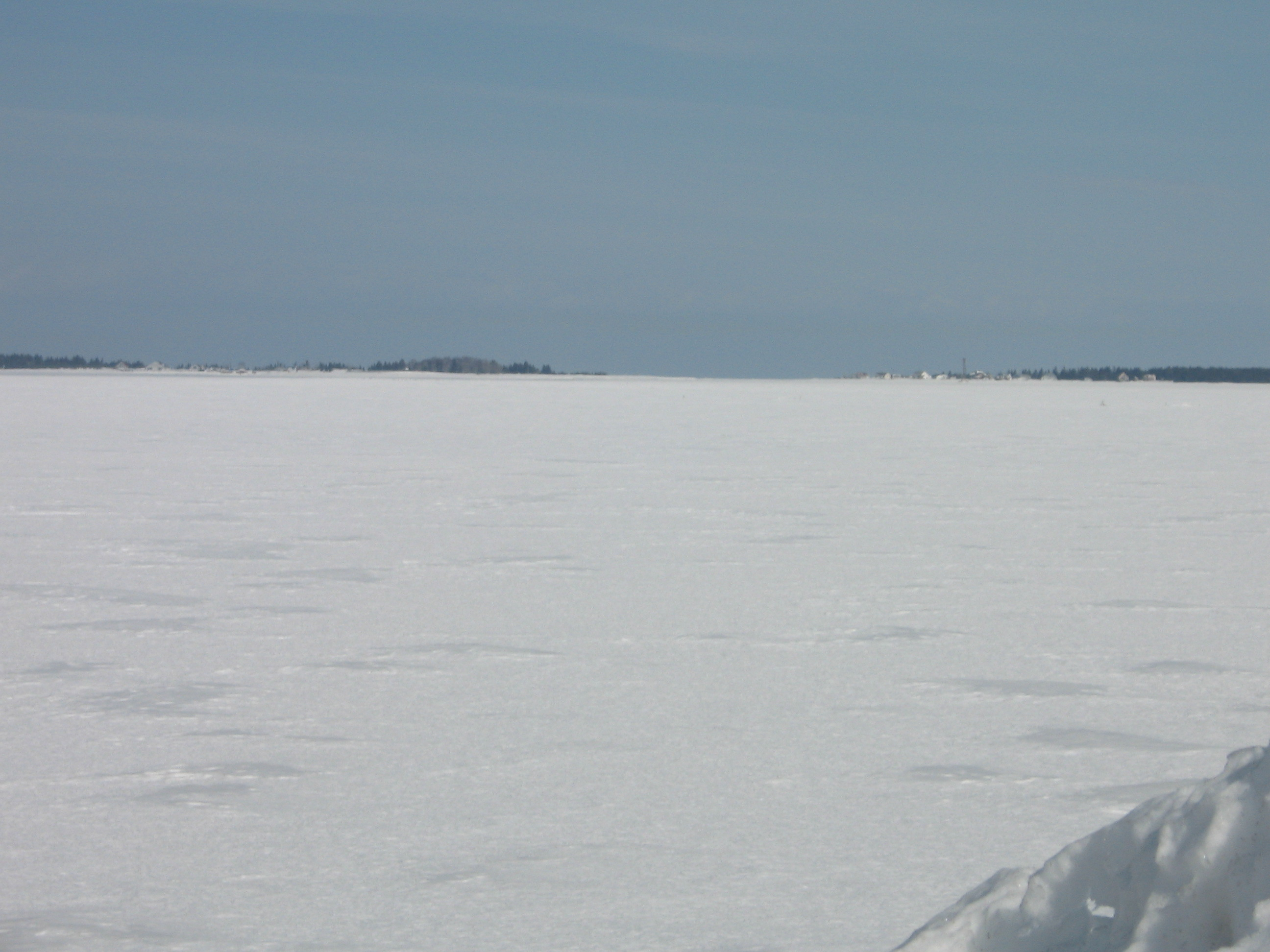
baie de Bathurst en hiver.
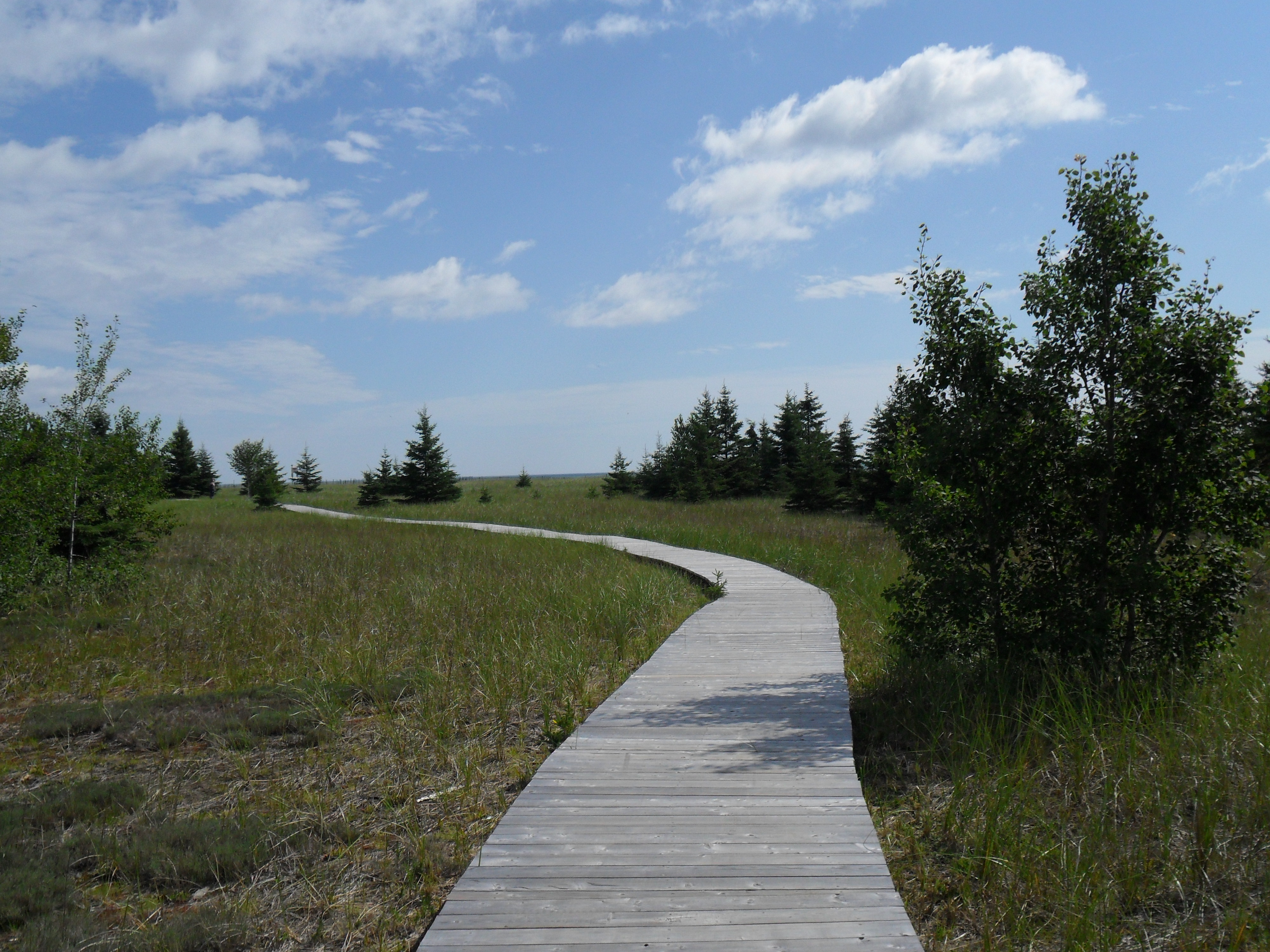
trottoir de bois de la plage youghall.
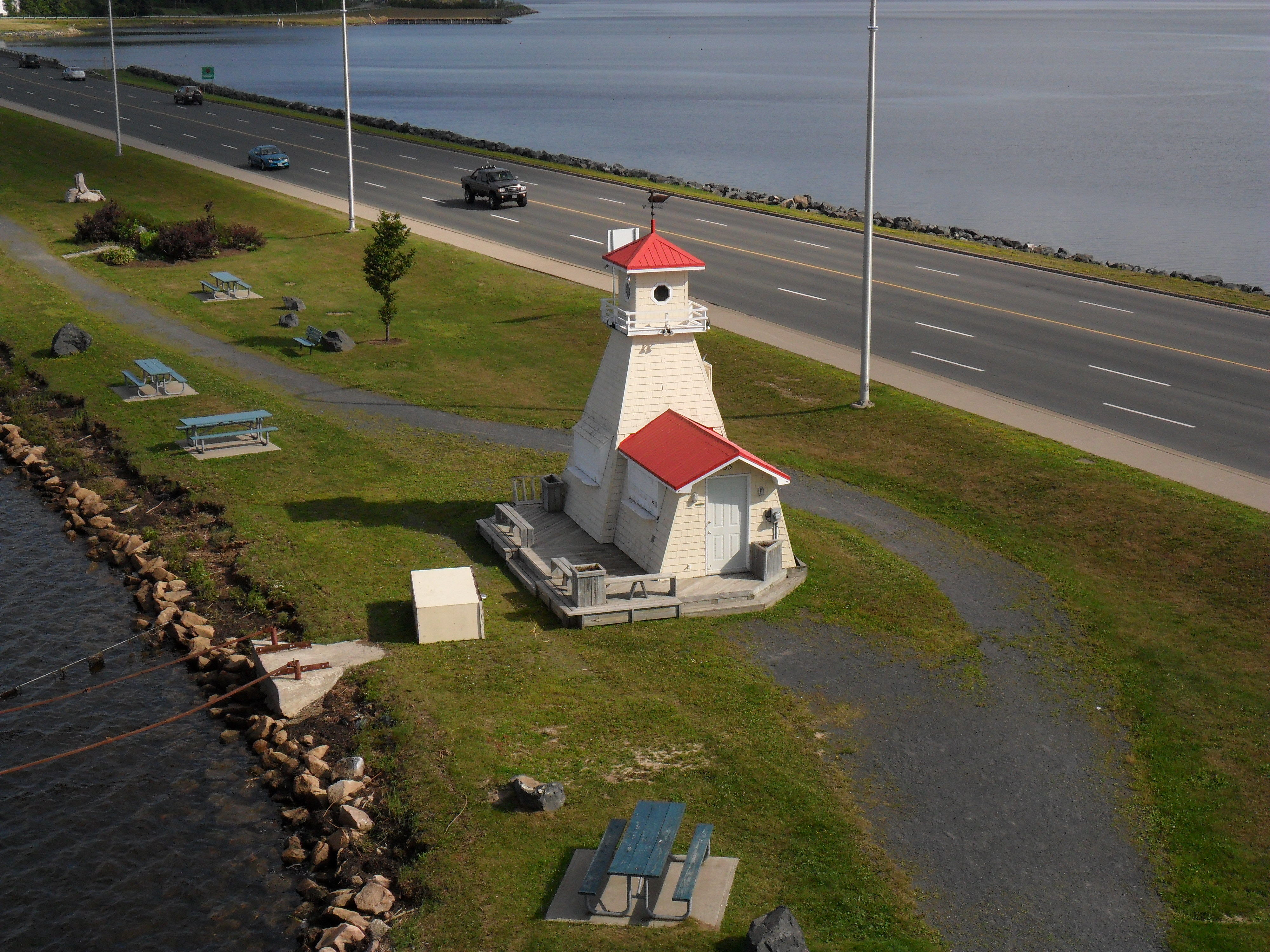
phare décoratif de Bathurst.